# スクールガールストライカーズ
『スクールガールストライカーズ』（SCHOOLGIRL STRIKERS、女子校生戦士）は、スクウェア・エニックスより開発・運営されているスマートフォン向けゲームアプリ。基本プレイ無料（アイテム課金制）。
豪華な声優による魅力的な女の子、豊富なコスチュームとアクセサリー、簡単で派手な3D変身バトルの3つをセールスポイントとしている。略称や略記には『スクスト』『SGS』などがある。キャッチコピーは「級友が、戦友になる。」「これは、『もしもの私』の物語。」など。
本項目ではリニューアル版である『スクールガールストライカーズ2』や、各メディアミックス（#漫画・#小説・#音声ドラマ・#ラジオ・#アニメ）および#スピンオフについても併せて記述する。

## 歴史
本ゲーム単独以外の歴史（コラボレーションやタイアップなど）は#企画を参照。
- 2014年
  - 4月10日 - iOS版が配信開始。
  - 5月8日 - Android版が配信開始。
  - 6月12日 - 50万ダウンロード突破。
  - 7月9日 - 100万ダウンロード突破。
  - 8月1日 - アドの第1弾「2014年夏バージョン」が全国のテレビ放送およびYouTube（ゲーム公式ウェブサイト）にて公開[5]。
  - 8月12日 - 「第1回 スクスト 人気投票」結果発表。夜木沼伊緒が「初代エテルノクイーン」に輝く。
  - 9月30日 - 200万ダウンロード突破。
  - 10月30日 - #漫画のスクールガールストライカーズ Comic Channel、#小説のスクールガールストライカーズ Novel Channelがウェブコミックにて連載開始[6]。
  - 12月5日 - アド第2弾「2014年冬バージョン」が全国のテレビ放送およびYouTube（ゲーム公式ウェブサイト）にて公開[7]。
- 2015年
  - 4月9日 -　300万ダウンロード突破。
  - 5月12日 - 「第2回 スクスト 人気投票」結果発表。前回1位の夜木沼伊緒がV2を達成し「第2代エテルノクイーン」に輝く。
  - 5月30日 - アド第3弾が全国のテレビ放送およびYouTube（ゲーム公式ウェブサイト）にて公開[8]。
  - 8月12日 - アド第4弾が全国のテレビ放送およびYouTube（ゲーム公式ウェブサイト）にて公開[9]。
  - 8月24日 - アド第5弾「夏の終わり篇」が全国のテレビ放送およびYouTube（ゲーム公式ウェブサイト）にて公開[10]。
  - 9月30日 - #音声ドラマがドラマCDにて発売。
- 2016年
  - 5月6日 - 「第3回 スクスト 人気投票」結果発表。過去2回とも1位の夜木沼伊緒がV3を達成し「第3代エテルノクイーン」に輝く。
  - 7月11日 - 400万ダウンロード突破。
  - 7月30日 - アド第6弾が全国のテレビ放送およびYouTube（ゲーム公式ウェブサイト）にて公開[11]。
  - 10月25日 - ヨドバシAkibaに出店したカフェ「SQUARE ENIX CAFE」とのコラボ開催。劇中のアイテムや設定をモチーフにした料理・グッズなどを販売。
  - 12月27日、#ラジオ『スクールガールストライカーズ Radio Channel』が配信開始。
- 2017年
  - 1月6日 - #アニメ『スクールガールストライカーズ Animation Channel』が放送および配信開始。
  - 5月9日 - 「第4回 スクスト 人気投票」結果発表。過去3回とも1位の夜木沼伊緒がV4を達成し「第4代エテルノクイーン」に輝く[12]。
  - 5月10日 - 「第1回 スクスト 裏人気投票」結果発表。モシュネが1位に輝く[13]。
  - 8月31日 - #スピンオフゲームアプリ『スクールガールストライカーズ 〜トゥインクルメロディーズ〜』が配信開始。
- 2018年
  - 4月9日 - 「人気投票 番外編《委員会総選挙》」結果発表。各キャラクターの委員会が公式設定として確定する。
  - 5月8日 - メジャーアップデート実施。『スクールガールストライカーズ2』へリニューアル。エピソードChiral 第1話公開[14]。
  - 9月13日 - 『スクールガールストライカーズ 〜トゥインクルメロディーズ〜』のオンラインサービス終了、ならびにオフライン用保存版アプリを配信。
  - 9月28日 - 500万ダウンロード突破。
- 2019年
  - 5月9日 - 「第5回 スクスト 人気投票」結果発表。夜木沼伊緒がV5を達成し「第5代エテルノクイーン」に輝く[15]。
  - 5月30日 - エピソードChiral I/O 第1話公開[16]。
  - 6月10日 - スクスト2が、2018年11月8日に「モバイルゲームにおける3D コスチューム最多数」としてギネス世界記録に認定されたことを発表。記念としてギネス認定員コスの配布等が行われる[17]。
  - 12月27日 - エピソードV 第1話公開[18]。
- 2020年
  - 6月10日 - 「第6回 スクスト 人気投票」結果発表。トータルランキング1位の夜木沼伊緒、およびアベレージランキング1位のシャルロッテ、以上2人が「第6代エテルノクイーン」に輝く[19]。
- 2021年
  - 3月29日 - エピソードV+ 第1話公開[20]。
  - 5月10日 - 「第7回 スクスト 人気投票」結果発表。夜木沼伊緒がV7を達成し「第7代エテルノクイーン」に輝く[21]。
- 2022年
  - 2月28日 - エピソードAlcor 第1話公開[22]。
  - 5月9日 - 「第8回 スクスト 人気投票」結果発表。夜木沼伊緒がV8を達成し「第8代エテルノクイーン」に輝く[23]。
- 2023年
  - 5月9日 - 「第9回 スクスト 人気投票」結果発表。夜木沼伊緒がV9を達成し「第9代エテルノクイーン」に輝く[24]。
  - 8月28日 - エピソードΣ 第1話公開[25]
- 2025年
  - 6月27日 - オンラインサービスの終了とオフライン版の配信を発表[26]。
  - 9月29日 - 同日15時をもってサービスを終了予定。

## ゲーム内容
呼称されているジャンルはライトノベルとロールプレイングゲームを掛け合わせた造語の「ラノベスタイルRPG」。
モードは#対戦、#ミッション、#冒険チャンネル、#ストーリーなどに大別されている。
様々なミニゲームも順次追加されているため、別のゲームジャンルとしての一面もある。
確実なデータのバックアップは「SQUARE ENIX BRIGE」にゲームを介して任意で登録することで無料で行われ、登録すればスマートフォンの機種間およびiOS⇄Androidの版間の移動（引き継ぎ）も可能となる。

### 対戦
対戦Pを消費して進める他のプレイヤーとの対戦モード。戦闘は「チーム編成」であらかじめ組まれたメインの「ストライカーチーム」5名による合計HP・ATKを基準に、ランダムで発生するスキルとアビリティによる補正、ランダムで発生するコンボ攻撃、そして「アシストチーム」5名からランダムで選ばれる1または2名のアシスト攻撃を合わせたターン制でCPUによって自動的に行われ、相手のHPを先に0にした方が勝利となる。EXPを稼げるとともに「常設ガチャ」などで使用できる「アクセポイント」も獲得できる。定期メンテナンス後に追加される「特訓期間」が開催されるモードでもある。

### ミッション
探索Pを消費して進めるモード。キャラクターをタップすると発生する会話を繰り返しながら進めていき、発見した「妖魔（オブリ）」や「旧式妖魔（マギレオブリ）」と闘ってEXPや強化ポイントを稼いだり、アイテムを拾ったり、「フレンド」対象となる他のプレイヤーと出会ったりする。クリア条件として「進行度」と「残り妖魔」（ターゲットとも）が設定されており、進行度が100%になると「ボス妖魔」が出現し、倒せば残り妖魔のカウントが1つ減り、規定数を討伐するとクリアとなり次のエリアやミッションが開放される。
ノーマル
プレイヤーが隊長となってヒロインたちと謎に迫っていく当作におけるメインのストーリーモードにあたり、別項の#ストーリーとは区別される。第06チーム アルタイル・トルテの視点を中心にフィフス・フォースそれぞれの結成に至る前日譚から“隊長と過ごした5か月間”までが描かれるエピソードI、第07チーム ショコラーデ・ミラの視点を中心に五稜館学園の第2代生徒会発足から描かれるエピソードII、神装編が描かれるエピソードIII、ファンタジーと魔法の世界を舞台にしたエピソードキラル、およびエピソードキラルの続編にあたるエピソードキラルI/O、星導編が描かれるエピソードVが公開中。
ノーマルミッション中にはチャンスゾーンが出現することがあり、オブリを倒したときに強化ポイントが多めに得られる他、クリア時には必ずレアダイアが獲得できる。
突発
「レアダイヤを掘りあてろ!」「レアガチャ券を強奪せよ!」「チャンスゾーンフィーバー!」「ハナちゃん接近中!」の4種から1日に数回ランダムで出現するボーナスミッション。
期間限定
期間限定イベントのうち探索Pを消費して行うものが、ここに表示される。
新コスチュームイベント
対象の旧式妖魔（マギレオブリ）から獲得できるポイントと交換することでアイテムや着替えを入手できる。毎月上旬に開催される。
協力戦
協力戦Pも併用してレイドボスの討伐を目指す、毎月下旬開催の急襲妖魔〈レイドオブリ〉出現ミッション。特徴として、1回で急襲妖魔を討伐しきれなかった場合に、フレンドや近くにいるプレイヤーに「救援要請」を出すことができる。7日間にわたって行われ、1stステージ（5日間）とFinalステージ（2日間）に分かれる。ランキングの順位によってEXR・UR引換券、称号などが入手できる。
ミニイベント
協力戦前に3日間行われる日替わり準備ミッション、協力戦終了後に行われることがあるメモカ強化Wミッション、異境の旅路ミッションの他、イベント期間中の場合は特訓イベントが有利になるアイテムの入手ミッションが行われることなどがある。

### 冒険チャンネル
エテルニアという、エテルノとは別のチャンネルの世界が舞台となっており、登場キャラクターはエテルノに登場する38人にそれぞれ対応するちびキャラである。
キャラクターのうち5人をクエストに挑戦させる。クエストの所要時間は基本的に6時間か12時間（「クエスト1 はじめての冒険」のみ3時間）である。所要時間は、探索Pから変換可能な冒険Eを消費することによって短縮できる。キャラクターにはジョブを設定することができ、ドラゴンクエストシリーズやファイナルファンタジーシリーズを彷彿とさせるものになっている。クエストの途中の分岐点での分岐先の決定、戦闘などは自動で行われ、主にキャラクターのジョブや冒険者LVが戦闘結果に影響する。いずれかの終着点に到達することができればクエスト成功。

### ココロラビリンス
親愛度がLV.100以上のキャラクターを1人連れていき、ココロPを1消費して精神妖魔（ココロオブリ）と戦う。キャラクターの攻撃力はココロATKと呼ばれ、これまでに獲得したそのキャラクターのメモカの総数 を元に計算される。撃破成功するごとに、200以上の親愛度上限を1ずつ解放できる。
解放する親愛度LV.10ごとに第一界、第二界、第三界…と呼ばれる。第二界以降に挑戦するためには、そのキャラクターでその前の界を最後までクリアしている必要がある。第四界以降ではさらにその前の界で開放された上限までそのキャラクターの親愛度を上げておく必要がある。

### 境界プラトーン
2020年5月のメンテナンスより登場した新コンテンツ。パトリ拡張で使用するコンダクターリキッドや、メモカアップデートに必要なアップデートコード等を入手できる。

### ストーリー
当作における鑑賞モード。
メインストーリーを見る
ミッションの「ノーマル」で見たことがある既読分。
キャラ別エピソードを見る
キャラクターごとの初メモカ入手時の既読分である「自己紹介」と、親愛度の達成やアイテムのリコレクトキーの使用などで見られるようになるアンロッカブル制の未読分である「親愛編」「日常編」「対話編」「マイルーム探訪編」に大別される。
プレイヤーへの告白を見られる親愛編、特定ペアの短めの雑談を見られる対話編、#マイルームでの一時を見られる探訪編はフルボイス仕様。長めの裏話的な日常編は文章のみで雪代マリ、不知火ハヅキ、栗本遥、杏橋天音、李野田真乃、灰島華賀利、蒼井雪枝、山吹楓、田中幸子の9人と、第06チームの5人と第07チームの5人を合わせた計19話が公開されている。探訪編は任意でVRゴーグルを使用（用意）し対応モードを選択すれば立体視処理を体験できる。
イベントプレイバック
ミッションの「期間限定」で見たことがある既読分。ミニゲームが遊べるモードでもある。
チュートリアルプレイバック
ティエラによるゲーム解説で見たことがある既読分。

### サイドメニュー
ホーム
メインとなる画面へのリンクで、いわゆる戻るボタン。画面上にはパートナー、ストライカーチームおよびアシストチームに設定したメンバー、モシュネが出入りし、タップすると特定のリアクションをする。背景は1日の朝昼晩の時間帯に沿って変わっていき、デフォルトではチームハウスの1階または個室 や学園の某所などがループし、メニューで「マイルーム」を設定した場合はオリジナルの個室が固定化され、課金が前提の有料コス（メモカ）の一部にはパートナーに着せることで専用BGMと共に固有の背景になったり する。
メンバー
各キャラクターの情報を参照したり、チームの編成を行える。
プレゼント
所持しているプレゼント用アイテムを贈って親愛度を上げることができる。その際に強化ポイントやアイテムなどのお返しをランダムで貰えることがあり、各ヒロインの誕生日の時だけは確定に変わる。その中の「メロンパン」はスクエニカフェとのコラボ企画にてスクスト名物の1つとして実際にメニュー化された。
着替え
手に入れた「コスチューム」「アクセサリ 頭周辺」「アクセサリ 顔周辺」「アクセサリ その他」の衣装に着替えることができる。その際にフルボイスでの特定のリアクションをするため、ヒロインごとの好き嫌いが分かるようにもなっている。
ボイス
聞いたことがある「雑談1 - 20」「はげまし1」「応援1」「なぐさめ1」「ねぎらい1」「カットイン1 - 8」「勝利1 - 5」「敗北1 - 2」「撤退1 - 2」などを再生できる。雑談の中にはここでしか知ることができない非公開の情報も多い。
メモカ
メモカの編集や確認を行うコンテンツ。
メモカ強化
強化ポイントを消費して、任意のメモカを強化できる。
メモカ取り込み
任意のメモカを取り込み、レアリティに応じた強化ポイントを得られる。その際に取り込んだメモカは失われる。
限界突破
メモカの各レアリティごとに定められた限突回路というアイテムを消費して、強化レベル上限の最大値を引き上げる。但し特効メモカの場合には通常の限突回路でなく専用の限突回路が必要になる。
強制収束
レアリティがRの場合はレアダイヤと強化ポイント300、SR以上の場合は収束回路と強化ポイント12000を消費して、強制的に収束効果を付加する。
メモカ履歴
キャラクター毎に、過去に入手したことのあるメモカ情報、戦闘時プレビューを閲覧することができる。
リライト
レアリティがSR、UR、EXR、XXRのメモカを、同レアリティの別のメモカにランダムに書き換えることができる。メモカのレアリティに対応するSR、UR、EXR、XXRリライターを消費する。
ガチャ
メモカやアクセサリーを入手するコンテンツ。
ストライカードポーカー
新コスチュームイベント中のみ開催される、ポーカーを模したコンテンツ。新コスイベントのスコアに応じて入手可能な「ポーカー挑戦券」を使用してカードを引き、成立したハンドのポイントによってプレゼント用アイテム「ストライカードスター」が貰える。ハンドはチーム、学年、星座、血液型、委員会に基づいたものの他、1枚で役になるもの（モルガナ）、ストーリー上特に交流のあるキャラクターの組み合わせなどがある。以前はログインボーナスの1つだったが、2020年8月より新コスイベント内のコンテンツに変更された。
限定レア
「スタートダッシュSR付き5連ガチャ」などの有料（ステラコイン）ガチャからメモカを入手できる。
レア
「レアガチャ」「10連レアガチャ」「SR確定ガチャ」などの無料・有料・イベント報酬ガチャからメモカを入手できる。
イベント
イベント開催時に特別なガチャがある場合はこの項目が出現し、ここで入手が可能になる。
常設
「ノーマルガチャ」や各チームごとの「アクセBOX」からメモカやアクセサリーを入手できる。
ショップ/交換所
ステラコイン、レアダイヤ、限定イベントごとの報酬ポイントなどを各種のエリクサー、アイテム、メモカなどに交換できる。ただし一部は交換可能数に制限がある（エリクサーセットの1回限り、メロンパンの1日10個、など）。
ステラコインショップ
探索・対戦・協力戦エリクサーの1個ないしセット。
レアダイヤショップ
レアガチャ券、リコレクトキー、プレゼント用アイテム各種など。コラボ対象品が追加されることもある。
限定イベント報酬交換所
新コスチュームイベントの各種メモカなど。
メニュー
ゲーム上の全項目を一覧で網羅しているコンテンツ。ここからしか選択できない項目も存在する。
所持品
各エリクサー、メロンパン等のプレゼント用アイテム、レアダイヤやガチャポイント等の所持数を確認できる。
廃止されたコンテンツ
AR
スマホのカメラ機能を用いて、ARを利用したコンテンツを楽しむことができた。アニメの次回予告画像や、公式ウェブサイトにあるAR用画像、イベント時の壁面ポスター等が対応。2021年9月に廃止。
オブリタワー
ミッションの1つで、過去イベント配信分の衣装（メモカ）、限定のアクセサリー、称号などが入手できた。2022年5月に廃止。

### 生徒会アンケート
期間限定で追加される画面左にある投票箱のようなアイコンほかから入れる。様々な企画に対する要望や人気をプレイヤーに決めてもらうアンケート機能を担っており、劇中ではその名通りの生徒会による全校調査という体。

### マイルーム
ホーム画面の背景として表示される部屋の、天井や壁などのクロス、棚や机、ベッドなどの家具を変更することができる。家具は探索で入手可能な家具ポイントで交換可能なもの、期間限定でステラコインで購入するもの、イベント報酬等がある。
メニューの「マイルーム」ボタンから入れる他、ホーム画面で下にフリックすると「マイルーム」ボタンが表示される。

### ミニゲーム/エテルノランド
当初、ゲームメニュー上で「イベントプレイバック」から選択していたミニゲームの収録項目。劇中では緋ノ宮二穂が中心となって5次元時空の境界の1つに建設されたテーマパークの名称であり、フィフス・フォースのメンバーが娯楽やレジャーで遊んでいるという体裁である。
各ミニゲームは、メンテナンスの最中でもプレイすることができる。その場合、スコアはメンテナンス終了後に手動で送信する。
スノーボード
雪山を滑り降りるタイムアタックアトラクション。
ボウリング
ランダムで固定される立ち位置（投げ位置）から投げたあとのボールの軌道を主に操作して点数を競う。
ガンシューティング
俗に言うビハインドビュー方式で、現れるエイリアンをタップすることで撃ち落とすゲーム。
フィギュアスケート
『beatmania』などで知られる音楽ゲーム方式で特定コマンド入力の成否を判定するゲーム。
大富豪
トランプでのゲームと同じ。「11バック」などの一部ローカルルール（特殊効果）を採用している。
フィッシング
魚釣りゲーム。
エテルニア ラン
自動横スクロール型アクションゲーム。ポップアップストーリーにあったミニゲームを移植したもの。
水着DEドン!
水着姿で行うドンケツゲーム。プール上の浮島で5人で行い、4人が水中に落とされるまで行う。
バナナボート
バナナボートに乗り続けてハイスコアを競うゲーム。ゲージ上の動く針を色の塗られたエリアで止めて得点を加算していく。乗っているキャラが2人とも落ちたら終了。
ビーチ・フラッグス
ビーチで行われる短距離走。最初フラッグを取った人が勝者。

### ログインボーナス
毎日ログインするだけで、レアダイヤ、強化ポイント、各種エリクサーやプレゼント用アイテムが入手できる。その際に、キャラクター1人 がランダムなコスを着用してボーナスを隊長に手渡す演出が見られる。ログイン日数によって入手できるアイテムは決まっており、直近10日間のもの（「シート」と呼ばれる）は画面から確認できる他、主要な日数 で得られるアイテムは「メニュー ＞ ログインボーナス ＞ 報酬確認」ボタンより確認できる。日付の変わり目は毎日午前5時である。
新規プレーヤー専用の新人隊長さん専用スペシャルログインボーナス、長期未ログインからの復帰プレーヤー専用のカムバックログインボーナスもある。

## 物語・設定

### 物語
タグライン
都心に広大な敷地と豊富な施設を誇る中高一貫教育の新生私立女子校・五稜館学園（ごりょうかんがくえん）。知名度が非常に高い超人気校でありながら、この学園には、世間には知られていない裏の顔があった。
それは、妖魔（オブリ）と呼ばれる姿の見えない魔物から、この世界を守る特殊部隊フィフス・フォースの結成と育成である。学園側は生徒の中から妖魔に対抗しうる能力を備えた者を選び出し、5人1組のチームを結成し任務遂行にあたっていた。
そして今、新たに1人の隊長が任命され、5人の生徒が集められたのだった。

### 設定
世界（チャンネル）
物語の舞台となる、多数ある平行世界 。
現今世界（カレントチャンネル）ヒロイン達の本来の意識が存在するチャンネルで、エピソードIとエピソードIIの舞台となる。
アルタイル・トルテの世界アルタイル・トルテの変身服の参照先であるチャンネル。妖魔《ヨウマ》の襲撃により、人類は壊滅の一途を辿っている。エピソードIで登場する。
if世界エピソードIIIにおける舞台の一つである世界。現今世界や周辺の世界に比べて科学技術が数世紀分は発展しており、スペースコロニーの建設や月面都市開発などが盛んに行われている。物語開始時には地球に本拠を置く『地球連合軍』と月に本拠を置く『宇宙開拓軍』との戦争状態にあり、さらに謎の敵『侵略者（エイリアン）』の出現で危機にさらされている。
神装世界エピソードIIIにおけるもう一つの舞台である世界。フィフス粒子を大量に含有した隕石のコースが人為的に変えられて地球に墜落したことにより、世界の持つ意識に大きな歪みがもたらされ、天変地異が頻発している。
幻装世界エピソードキラルの舞台となる世界。世界全体が魔力（エーテル）に満ち溢れており、人々は魔力を用いて生活している。魔力を狙って現れる『襲撃者（アセイラント）』がおり、人類は襲撃者から身を護るために魔力による防壁の内側に『結合都市（コロケーション）』を形成し、そこで暮らしている。
エテルニア
#冒険チャンネルやエテルニア ランの舞台（世界）。
Eden世界（エデンチャンネル）／Legion世界（レギオンチャンネル）／Magia世界（マギアチャンネル）
エピソードVの舞台である世界。
ストライカー
プレイヤーに代わって劇中で戦闘を行う5人のヒロインたちのこと。全メンバーの中から選ぶことができる。
フィフス・フォース妖魔討伐のため、5次元時空の存在を認識できる能力を持った女生徒たちを集めたストライカー部隊の通称。1チームは5人で構成され、第01チームから第05チームまであったが、第01チームは解散、第05チームは活動不可となっている。戦力強化のために第06チームが編成され、プレイヤーはそのチームの隊長を務めることになる。その後第07チームが編成された。各チームの愛称は星座/惑星/洋菓子/果実などを掛け合わせて命名されている。
if部隊エピソードIIIにて登場。if世界における遊撃士（ストライカー）のチームで、if世界を脅かす『侵略者』に対抗する地球連合軍の特殊部隊として結成された。構成員はif世界におけるフィフス・フォースの女生徒たちの他、研究主任の雨森このえが居る。
異装の女神（レア）エピソードIIIにて登場。神装世界におけるストライカーチームで、災厄を呼ぶ存在『アグローナ』を討伐する力を与えられた少女達が自発的に集まり結成された。後にエンドの策略により壊滅。
駆逐者（ストライカー）エピソードキラルにて登場。高い魔力素質と『召喚獣（キラル）』と呼ばれる存在を使役する能力を持ち、人類の天敵である襲撃者を討伐できる者。全人口の数%しか存在しない。
時空管理局
フィフス・フォースを設立し、エテルノを設置した組織。エピソードIおよびIIではティエラとセレーネの会話内で存在があることしか語られなかったが、エピソードIIIで実態及び設立の経緯が明らかになる。
その所在はif世界の月面にあり、世界の歪みを矯正し妖魔やモルガナの出現を未然に防ぐことを主な職務とする。エテルノ設置及びフィフス・フォースの設立も含め、亡き雨森このえの意思を引き継いだものである。
局長はif世界の桃川紗々、エテルノや現今世界のある時間点から8年後の未来に存在するため、事実上エテルノ側からの観測は不可能。
時空管理官（じくうかんりかん）
ティエラやセレーネの職業。エンブレム上の文字ではS.T.A.R. と表現。
観測室
時空管理局内に存在する様々な世界の高度な観測が可能な施設であり、エピソードIIIにおける探索ポイント。
普段はマザー・モシュネ(マシュネ)が観測域を広げるために使用している。マシュネ初起動時に明らかになるまで管理局側も存在を知らず、構造や勤務している観測者の正体もはっきりわかっていない謎の多い施設。雨森このえの置き土産ではないかとも作中では語られている。
無意識
劇中では世界を構成する天体の意識のことを指す。
妖魔（オブリ、Oblique）
ヒトの女性のような形状をしていて、5次元時空から境界を経て人間の住む世界に現れている。裏で誰かが妖魔を操り、社会的な要人を乗っ取って歴史を意のままに操作しようと企んでいるといわれている。語頭や語尾に「偵察型」「TYPE-R」などとつくバリエーションが存在。
旧式妖魔（マギレオブリ）
黒っぽい逆三角形の巨体に、長い腕、短足、光る大きな目、開けっ放しの口という形状をしていて、倒すと大量の強化ポイントがもらえるというボーナス（レア）的存在の妖魔（オブリ）。出現はランダムで、LVによってHP、体の色や細部の形状、語尾につく「雲行」などの名称、獲得できる強化ポイントなどが変わる。各イベントにも登場し、たとえば体力測定＝ブルマー（体操シャツ）、プール＝スクール水着などテーマに合わせてデザインされた「突然変異形態」が討伐対象になるというネタになっており、女性向けの衣装を強引に着ている姿や、変と態の2文字が故意に強調処理されている のと併せて劇中の少女たちが変態視したり変態妖魔 と名指しするのがセオリーにもなっている。その中のいくつかはTwitter用の公式アイコンにも採用された。「裏人気投票1」では総合2位。#アニメ版では最も登場頻度が多い。
急襲妖魔（レイドオブリ）
当作におけるレイドボス。フィフス・フォースの拠点であるエテルノに襲撃してくる巨大な妖魔。さらに高い「HP」と「ATK」を備えている強敵であり、倒すごとにLVとHPが上がっていく。普段は第02チームが撃退しているが、月に一度ほど大量発生するため、期間限定ミッション「協力戦」が開催され平行世界のチームが一堂に会して撃退する。形状は様々で毎月変わるが、強さは「初級/早熟型」→「中級/普通型」→「上級/晩成型」→「超級/晩成型」→「超弩級/晩成型」の5種に大別され、プレイヤーのストライカーチームの「合計ATK」と比較することで実力差と討伐対象を判断できるようになっている。最もレアリティの高い急襲妖魔はスペシャルレイドオブリ と呼ばれ、エンカウンター確率が一番低い反面、獲得できる「討伐スコア」が桁違いに多くなっている。
ファントムシリーズ
モルガナによって作られた、第05チームの各メンバーの戦闘用のコピー。戦闘力はモルガナによって調整可能であり、第05チームがフィフス・フォースと合流して以降は、コピー元の第05チームでさえも手に負えないレベルにまで戦闘力を上げられた状態でフィフス・フォースを襲っていた。
2016年の協力戦のスペシャルレイドオブリとしても登場。
巨襲型妖魔（マッシブオブリ）
期間限定イベントの《エテルノ防衛戦》で出現する巨大な妖魔。
侵略者（エイリアン）if世界で人々の生活を脅かす妖魔の亜種。エンドの手により兵器化された妖魔で、地球・宇宙の両方で猛威をふるい、結果的にif世界の戦争を集結させた。
侵略型妖魔（アグローナ）ケルト神話の殺戮の女神の名を冠する、偵察型妖魔によく似た金色の女性型妖魔。神装世界にて天変地異の発生する前に出現することがオカルト業界でかねてから囁かれていて、後に神装世界を害する存在であることが判明した。
五稜館学園（ごりょうかんがくえん）
フィフス・フォースのメンバーや関係者が通う中高一貫教育の女子校。
制服の基本構成 は白色のシャツ（長袖、半袖の2種）、赤色のネクタイ、バーバリー柄風の灰色系タータンスカート、金色の3つボタンで要所に灰色のラインが施された黒色系の冬期用ブレザーで、上衣の左胸部には必ず学園の校章 を模したワッペン（記章）がついている。しかし校則として規制されてはいないため、実際にはほぼ全ての生徒が様々なアレンジを加えて着こなしていることから、外見はほとんど一致していない。
七不思議があり、その多くがエテルノに関係している。売店の焼きそばパンは行列が出来るほどの人気で、スクエニカフェとのコラボ企画にてスクスト名物の1つとして実際にメニュー化された。アニメ版ではクラスメイトが省略されずにモブキャラクター化されているなど環境設定が大幅に補強されている。
地球連合軍付属女学園通称五稜館。if世界における五稜館学園。遊撃士の養成施設であり、生徒たちも地球連合軍の軍人である。
五稜館魔法科学アカデミー幻装(キラル)世界における五稜館学園。
エテルノ（Eterno、江照野）
「永遠なる場所」に由来する フィフス・フォースの拠点。どこかの境界にあり、五稜館学園の敷地だけ切り取ったようになっている。ステラプリズムを使って元の世界と行き来できる。エテルノでの肉体は元の世界のものとは違い、エテルノにいる間は年をとらない。隊長の住んでいる世界と時間の流れが同じだが、これはエテルノと同じ時間の世界から隊長を選んでいるためである。また、ライフラインも整っており、普通に生活できる。ただ、元の世界から日用品を次元転送で輸入するのにはエネルギーを消費するため、レアダイヤやステラコインが必要となる。
ステラプリズム
学園地下のプリズムルームに設置されている現実世界とエテルノとの転送装置のようなクリスタル。
レアダイヤ
ほぼダイヤモンドそのままのエネルギーの結晶体。現実世界の様々な物品をエテルノに転送させるために必要不可欠となっている貨幣のようなもので、切らさないように定期的に集めて回っている。プレイヤー視点ではステラコイン（課金）やイベント報酬以外でレアガチャ券やプレゼントアイテムなどと交換できる手段でもあり、特に後述の各エリクサーを大量収集する上で重要な役割をもっている。
エリクサー/リミットエリクサー
ミッションおよび対戦モードでの各行動値を回復させる効果があり、探索・対戦・協力戦（緑・青・赤色）の3つに区別され、リミット種は1か月間限定という使用制限がある。本作においてのいわゆるpot、回復薬で、同社のファイナルファンタジーシリーズでお馴染みのアイテムを転用したセルフコラボでもある。現実の原価は1つ100円。
チームハウス
第02・03・04・06・07チームのメンバーや降神三姉妹がエテルノで暮らしている場所の総称。前者はチームごとに別々で存在している寄宿舎に基本1人1部屋の間取りで、後者の三姉妹はどの寄宿舎かは不明だが1階から外に突き出るように増築されたような宿直室（内装は昭和の四畳半風）でそれぞれ共同生活している。炊事・洗濯・家事・管理・維持などの全ては自分たちで行っているが、足りない家電やDIY不能なことについてはティエラに申請して調達ないし解決している。もるがな、田中幸子、ティエラについては不詳で、隊長（プレイヤー）が訪問して回ったさいは もるがなは5次元時空の境界、幸子は裏庭、ティエラは中庭にいた。
劇団エテルノ
灰島姉妹が中心となって結成した劇団で、期間限定イベントにて様々な演劇を興じている。
エテルノランド
#ミニゲーム/エテルノランド。
メモカ
正式名称メモリーカードの略称で、アクセントは平板型（メモカ）。設定されている数値や能力で「HP（体力）」「ATK（攻撃力）」「スキル（ボーナス効果）」などが決まる。メモカの種類はレア度（レアリティ）の低い順から
- N（ノーマル） イメージカラー：緑色
- HN（ハイノーマル） イメージカラー：ブロンズ
- R（レア） イメージカラー：銀色
- SR（スーパーレア） イメージカラー：金色
- UR（アルティメットレア） イメージカラー：虹色
- EXR（エクストリームレア） イメージカラー：ルビーレッド
- XXR（ダブルエクストリームレア）

の7つに大別され、これらは当作におけるガチャのメインコンテンツの1つとなっている。なお、SRには語頭に「究極」と「究極if」とつく上位種があるというステータス優劣が、URには第02・03・04・06・07チーム分→アザーズ分→第05チーム以外の究極変身if分および第05チームの通常分→第05チームの究極変身if分の順でHPとATKの合計値が高いというキャラクターおよび種類優劣がそれぞれ存在する。
パトリ
ストライカー1人ひとりに支給されているメモカ用の携帯端末のことで、正式名称パラレル・トランスファー・リーダーの略。「メイン」と「サブ」の2つのスロットに2枚で装備でき、ここから読み込まれたデータの姿に変身して闘っている。形状はスマートフォンとほぼ同じで電話としても使用可能。カラーリングは持ち主の戦闘服とほぼお揃いになっている。
2019年11月のメンテナンスよりパトリ2が登場。3枚目の「サポート」メモカ用スロットに対応した。さらにその後のアップデートにより、境界プラトーンで獲得したコンダクターリキッドを使用してパトリ拡張が行えるようになった。
戦闘服
変身服、勝負服とも。人間離れした運動能力を得ることができ、劇中ストーリーではペンタヴァーン社なるデベロッパーが開発したバトルスーツ（後述の「変身」類）がルーツであるらしい。「変身」「変身・艶」「零号変身」「変身・蝕」「究極変身」「究極変身if」「神装変身」「神装変身・覚醒」などのバリエーションがある。エピソードIIIのif世界では装身型戦具（インカーネイト・フレーム）と称される。
チーム
ストライカーチームとも読み書きされる。メインメモカとサブメモカ、およびサポートメモカ をそれぞれ5枚ずつ、合計15枚までで組むことができる戦闘用のデッキ。自分でチームのメンバーを変更できる。
アシストチーム
#対戦のマスタークラスで解放。メインの5名とほぼ同様に組むデッキで、戦闘開始時にランダムで1名、または装備するメモカの強さ等によって変わる参戦率によって2名が選ばれメイン側のパートナー（リーダー）の攻撃時にアシスト攻撃をしてくれる。続けてコンボ攻撃が発生する場合もあるため、運次第では1ターンで4回攻撃以上が成立することとなる（ミッションモードでフレンド攻撃も続けば5回攻撃以上）。ただしアシストチーム側のスキルやアビリティは発動せず、パートナー（リーダー）の概念や勝敗によるEXPや親愛度の獲得・上昇もない。
パートナー
「チーム編成」でメインのストライカーチームの左端の枠に置いたキャラクターを指し、ほかの4名よりも親愛度が上がりやすくなる。アシスト攻撃はこのキャラクターの時に発動する。
親愛度
親愛値とも読み書きされる。メモカの解放率上昇、「キャラ別エピソード 親愛編」の開放、音声データの追加、アクセサリー開放、なでなで機能の追加などに関わる。入手できるものは、各メンバー画面の「もらえるもの」ボタンから確認できる。
通常の上限はLV.200で、ココロラビリンスをクリアすることで上限を開放できる。
出会った女の子
プレイヤーがメモカを1枚以上得たことのあるキャラクター数。ゲーム初期、プロフィール画面に表示されていた。
告白された女の子
LV.50に達すると開放される「キャラ別エピソード 親愛編3」を見たことのあるキャラクター数。プロフィール画面に表示される。
絆を得た人数
LV.100に達すると、称号「○○との絆」を獲得することができ、獲得した人数はプロフィール画面に表示される。
なでなで機能
LV.105に達すると開放され、ホーム画面でヒロインの頭頂部辺りを左右にパンし続けると発動する。
いちばん星ガール
月の始めと終りに変わる補正要素。いちばん星ガールに選ばれると、親愛度に関係なくメモカ解放力が通常のLV.179カンスト値を少し超えた180.0%になる。
流星ガール
基本的に特効SRメモカの使用対象のガールが流星ガールになる。効果は前述のいちばん星ガールと同じだが、期間が短くなっている。
各種P（時間回復系ポイント）
探索P
ミッションに使用、3分に1回復する。レベルアップ時に全回復し、その際に上限が増える。探索エリクサーを使うことで、最大値分回復する。最大値を超えて回復することが可能。
対戦P
対戦に使用、30分に1回復する。上限は3回分で、レベルアップ時に全回復するが探索Pのように増えることはない。対戦エリクサーを使うことで、最大値分（3回分）回復する。探索P同様、最大値を超えて回復することが可能。
協力戦P
協力戦に使用、30分に1回復する。上限は3回分で、レベルアップ時に全回復するが対戦P同様、探索Pのように増えることはない。協力戦エリクサーを使うことで、最大値分（3回分）回復する。探索P、対戦P同様、最大値を超えて回復することが可能。
ココロP
ココロラビリンスに使用、毎日0:00に1回復する。上限は1回分で、他のPと異なりレベルアップでは回復しない。ココロエリクサーを使うことで、最大値分（1回分）回復する。
EXP
ミッションや対戦や協力戦を行うとたまる経験値のこと。
LV
EXPが100%になると上がり、その際に探索Pやフレンド枠の上限が引き上げられる。
階級ポイント
対戦を行うとたまる。マスタークラスに上がる時にリセットされ、その後は一週間ごとにリセットされる。
対戦階級
階級ポイントが一定値に達すると階級が上がる。マイナークラス15級から始まり、メジャークラス、マスタークラスと上がっていく。
合計HP・ATK
10枚のメモカのHP・ATKの合計。メンバーのメインにセットされたメモカはメンバーの親愛度に応じて最大で170%解放されてステータスが上昇する。サブメモカは、セットするメンバーがそのメモカの人物と一致する場合は解放され、不一致の場合は素の値がそのまま加算される。
スキル
HN以上のメモカについていてランダムで発動する。メモカのレア度が高くなるほどスキルも強力になる。パートナーのスキルは必ず発動し、最大で3人まで発動する。フレンドの助けを借りた場合、フレンドのスキルも必ず発動する。
アビリティ
各キャラクターにつけることができる能力。R以上のメモカとレアダイヤを使って生成する。☆の数で強さが決まり、強いメモカをささげるほど強いアビリティが付く。☆ - ☆☆☆☆☆☆☆☆までがある。基本的に「ATK +◯◯」「HP +◯◯」「コンボ発生率 +◯◯%」「クリティカル率 +◯◯%」のいずれかがランダムに決まり、◯◯に入る数値が☆の個数によって変動する。
コンボ
ランダムで発生しコンボしている間は相手の攻撃を受けずに2回以上の攻撃ができる。最大で5コンボで、フレンドの助けを借りた場合、最大6コンボ。アビリティには、ごくまれにコンボ率アップのアビリティがつくほか、マスター階級のEランク以上でコンボ率アップボーナスが付く。なお、アシスト攻撃はコンボ数にカウントされない。
称号
特訓イベント、協力戦のランキングに応じて与えられるほか、キャラクターの親愛度をLV.100にすることや、オブリタワーをクリアすることでも与えられる。
フレンド
ミッション中にアナザーチーム（他のプレイヤー）に出会ったとき、フレンド申請ができる。ユーザーIDで検索したり、イベント中は自分のランキングに近いユーザーや与えたダメージの多い救援者TOP5のユーザーに申請することもできる。レベルアップとともに上限が増え、最大で50人まで登録できる。
他、イベント時限定の設定など
五界堂学園パトリ部
いわゆる“エイプリルフールネタ”として2015年4月1日限定で公開された、本当の意味での設定だけと男性キャラクター。顧問のオダギリ先生こと小田切 由鷹（おだぎり ゆたか）と、部員の飛高 竜吾（ひだか りゅうご）、銀 コヤタ（しろがね こやた）、御角 凌（みすみ しのぐ）、香坂 射馬（こうさか いるま）、桂之月 零史（かのつき れいじ）を合わせた6名 で構成されていた。

## 登場人物

### 第01チーム キャラメル・スピカ
キャラメルとスピカの名を冠する欠番チームの1つで、ゲームスタート時点で解散している。
実はティエラが選抜するメンバーを間違えてしまい出来たチーム。そのため結成後すぐに解散している。

### 第02チーム ココナッツ・ベガ
Coconut Vega。ココナッツとベガの名を冠するチームで妖魔の中でも巨大で強力な「急襲妖魔（レイドオブリ）」との交戦を担当しており、作戦立案をアコ、統率をハヅキ、緊張緩和をリョウコ、先駆けをマリ、止めの一撃をイミナが務めるという協力態勢が持ち味。戦闘服のデザインはビキニ姿に迷彩を合わせたサバイバル風のお揃い系。
雪代 マリ（ゆきしろ マリ）
声：田野アサミ/属性：爆撃/誕生日：11月14日/身長：165.3センチ/スリーサイズ：B85・W58・H85/血液型：O型/委員会：安全(長)/Chiral型:連携型
高等部3年生。一人称は「私（あたし）」。ロケットランチャーなどの爆撃系統メモカで戦う。戦闘服のカラーは白。ミニゲーム「ガンシューティング」での初見時プレイヤーキャラクター。
自身の命を含む何事にも関心の薄い、ミステリアスな少女。任務には真剣。
居吹 イミナ（いぶき イミナ）
声：小林ゆう/属性：打撃/誕生日：7月4日/身長：169.8センチ/スリーサイズ：B84・W61・H81/血液型：A型/委員会：風紀(書)/Chiral型:連携＆装備型
高等部3年生。一人称は「アタシ」。片刃が付いたメカニカルなグローブを付けたパンチングなどの打撃系統メモカで戦う。戦闘服のカラーは黒。
空手部所属。昔は「刹鬼（せっき）のイミナ」と呼ばれる伝説の不良少女で屈強な体つきで敬遠されがちだが、実は心優しい一面を持つ。大の甘党。水泳が苦手。
不知火 ハヅキ（しらぬい ハヅキ）
声：冨岡美沙子/属性：斬撃/誕生日：5月1日/身長：160.2センチ/スリーサイズ：B89・W59・H81/血液型：B型/委員会：保健体育(副)/Chiral型:連携型
高等部3年生。一人称は「あたし」。トレンチナイフなどでの二刀流による斬撃系統メモカで戦う。戦闘服のカラーは赤。
制服のブラウスの胸元を開けている、科を作る仕草など随所に色気が漂い、女生徒からは相談を受けるなどお姐さんタイプとして頼られている。両親に離婚歴があり実母は裕福な相手と再婚、種違いの妹ができ仲良くしていたが、ある日突然失踪してしまったため警察に捜索願いを出したが進展せず、藁にもすがる思いで「ありくい探偵局」に訪れて澄原サトカと知り合い、調査を依頼したことが結果的にフィフス・フォースのメンバーに選ばれる要因になり、妹の行方を探す手段と悟ることにもなった。
チームではリーダーを務めているが、自身ではアコだと述べている。セクシャルハラスメントにもなりかねない行為に及ぶこともあり、特にチームメイトのリョウコのバストを頻繁に鷲掴みにして困らせている。
東雲 リョウコ（しののめ リョウコ）
声：山本希望/属性：射撃/誕生日：1月27日/身長：156.7センチ/スリーサイズ：B87・W59・H87/血液型：A型/委員会：安全(副)/Chiral型:連携型
高等部3年生。一人称は「私（わたし）」。二丁拳銃での短機関銃などの射撃系統メモカで戦う。戦闘服のカラーは青。
学力、運動能力、生活力などが全て平均的で、明るくおしゃべり好きでよく「普通」と言われているが、本人はそれを気にしている。警察官・警部の父を持つ。他チームでは沙島悠水と仲が良く、悠水からは「どんな話にでもリアクションしてくれる素敵な子」と言われている。
高嶺 アコ（たかみね アコ）
声：もものはるな/属性：砲撃/誕生日：10月20日/身長：142.1センチ/スリーサイズ：B74・W53・H75/血液型：O型/委員会：広報(副)/Chiral型:連携＆搭乗型
高等部3年生。一人称は「アコっち」または「あたい」。狙撃銃などの砲撃系統メモカで戦う。戦闘服のカラーは黄色。
新聞部所属の情報通。語尾を「なのだ」と言い表す口癖でおちゃらけているが、チームメイトのハヅキから「断トツの切れ者」とも評されている裏リーダー的な仕切り役。隊長を「ボス」と呼ぶ。

### 第03チーム プロキオン・プディング
Procyon Pudding。プロキオンとプディングの名を冠するチームで、#第01チーム キャラメル・スピカの任務を引き継ぐ後任として急造されたことから当初は適性やまとまりが不安視されたが、徐々に成果を挙げている。戦闘服のデザインはメイド服風のお揃い系。ちなみに、神装メモカに於いては使用装備(衣装の一部や使用武器)に楽器を思わせる意匠が施されている。
桃川 紗々（ももかわ ささ）
声：野中藍/属性：爆撃/誕生日：11月13日/身長：151.7センチ/スリーサイズ：B80・W58・H80/血液型：B型/委員会：飼育・園芸(書)/Chiral型:連携＆装着型
高等部1年生。一人称は「私（わたし）」。迫撃砲（曲射砲）のような得物での爆撃系統メモカで戦うが、自身への誤爆の危険が伴うことには恐れてもいる。戦闘服のカラーは銀色。
おっとりした性格のお嬢様。祖父は、五稜館学園にも出資している大企業「入洲商事」の経営者である。ゾンビや妖魔（オブリ）、セミの抜け殻や蝶の幼虫などを可愛いと言い、チームメイトの天音からはド天然と表されているほど好みがズレている。放課後は緋ノ宮二穂の親が指揮するヒノミヤグループ系列のファミレス「メイプルスター東月宿（ひがしげっしゅく）店」でチームメイトのいつみと共にパート・タイムをしている。
栗本 遥（くりもと はるか）
声：村川梨衣/属性：打撃/誕生日：7月5日/身長：157.4センチ/スリーサイズ：B83・W59・H81/血液型：O型/委員会：保健体育(書)/Chiral型:連携型
高等部1年生。一人称は「あたし」。先端がドリル状になっているメカニカルなグローブを付けたパンチングなどの打撃系統メモカで戦う。戦闘服のカラーは黒。
陸上部所属。年齢別で全国トップレベルの走力を持っており、なぜか必ず記録装置にトラブルが発生するのが常であるために全て非公式扱いではあるが100および200メートル走で日本記録を出したこともある優れたアスリート。倒れても何度だって立ち上がる超ポジティブ派。深く考えること、じっとしていることは苦手。
杏橋 天音（きょうばし あまね）
声：伊瀬茉莉也/属性：斬撃/誕生日：4月2日/身長：153.3センチ/スリーサイズ：B81・W59・H81/血液型：AB型/委員会：美容・美化(長)/Chiral型:連携型
高等部1年生。一人称は「あたし」。身の丈を超す巨大なグレートソードなどの斬撃系統メモカで戦う。戦闘服のカラーは赤。
強いアイドル願望を持ち、誰に対してもストレートな物言いをする妥協のない仕草が人を惹き付ける。みんなには秘密にしているが赤ちゃん言葉で接するほどの愛猫家で、隊長の意識が離れているときは隠れて溺愛している。
李野田 真乃（りのだ まの）
声：Lynn/属性：射撃/誕生日：8月17日/身長：158.7センチ/スリーサイズ：B79・W54・H77/血液型：A型/委員会：備品管理(長)/Chiral型:連携型
高等部1年生。一人称は「私（わたし）」。拳銃などの射撃系統メモカで戦い、自身もFPSを得意としている。戦闘服のカラーは青。
ゲーム会社でパート・タイムをしているほどのゲーマーで、菜森まなと田中幸子とは同じカードゲームで遊んでいる。パトリにはお守りのストラップを付けている。
棗 いつみ（なつめ いつみ）
声：内山夕実/属性：砲撃/誕生日：1月3日/身長：161.4センチ/スリーサイズ：B89・W60・H86/血液型：A型/委員会：グルメ(書)/Chiral型:連携型
高等部1年生。一人称は「アタシ」。ガトリングなどの砲撃系統メモカで戦い自分では楽しんでいるが、仲間から打撃の方が似合うと言われたことがある。戦闘服のカラーは黄色。
4人姉弟の長女で弟が3人いる家庭環境から、良くも悪くもおせっかいなくらい面倒見のよい性格になってしまったと自覚している。放課後は緋ノ宮二穂の親が指揮するヒノミヤグループ系列のファミレス「メイプルスター東月宿店」でチームメイトの紗々と共にパート・タイムをしている。水泳が大の苦手。

### 第04チーム ビスケット・シリウス
Biscuit Sirius。ビスケットとシリウスの名を冠するチームで史上最強を自負する。戦闘服のデザインはなにかしらの翼（羽）を備える共通点以外は各々で異なるファンタジー風。
灰島 依咲里（はいしま いさり）
声：釘宮理恵/属性：砲撃/誕生日：6月7日/身長：152.8センチ/スリーサイズ：B76・W54・H76/血液型：AB型/委員会：劇団運営(副)/Chiral型:連携＆搭乗型
高等部1年生。一人称は「わたくし」。傘のようなものからビームを放つなどの爆撃系統メモカで戦う。戦闘服は華賀利と色違いで白×紫のゴシック・アンド・ロリータ風。
緋ノ宮二穂に仕える召使い・灰島双子の姉。名前のアクセントは平板型（いさり）。虹彩異色症であり華賀利とは逆で左が緑・右が黄。趣味でタロット占いをしている。二穂や二穂と親交のある者以外のほとんどの人物（特に隊長）にはきつい態度を取る。戦闘などでスイッチが入るとマゾヒストになる。
灰島 華賀利（はいしま かがり）
声：釘宮理恵/属性：打撃/誕生日：6月7日/身長：152.8センチ/スリーサイズ：B76・W54・H76/血液型：AB型/委員会：保健体育(長)/Chiral型:連携＆装着型
高等部1年生。一人称は「わたくし」。左脚に付けた西洋の鎧におけるグリーブのような脛当による蹴り技などの打撃系統メモカで戦う。戦闘服は依咲里と色違いで黒×銀色のゴシック・アンド・ロリータ風。
緋ノ宮二穂に仕える召使い・灰島双子の妹。名前のアクセントは平板型（かがり）。虹彩異色症であり依咲里とは逆で左が黄・右が緑。趣味で様々なダンスをしている。誰にでも従順に接するが、戦闘などでスイッチが入るとサディストになる。劇団エテルノの発起人であり依咲里とともに座長的ポジションを務める。
緋ノ宮 二穂（ひのみや にほ）
声：木戸衣吹/属性：斬撃/誕生日：11月8日/身長：143.5センチ/スリーサイズ：B74・W53・H76/血液型：O型/委員会：代表(副)/Chiral型:連携＆装備型
中等部3年生。一人称は「あたし」。ツーハンデッドソードなどの斬撃系統メモカで戦う。戦闘服は赤×金色のドレス風。
緋ノ宮財閥の跡取り娘で、一度決めたことは最後まで成し遂げる性格でついつい周りを巻き込んでしまう。チームメイトの楓とは親戚関係でもある。大好物は売店での体験がきっかけで見知った焼きそばパンで、この世で一番美味いとまで述べ3食でも平気なほど。
蒼井 雪枝（あおい ゆきえ）
声：牧野由依/属性：射撃/誕生日：2月6日/身長：154.1センチ/スリーサイズ：B82・W59・H80/血液型：A型/委員会：図書(長)/Chiral型:連携＆装備型
中等部3年生。一人称は「わたし」。トリアイナを投擲するなどの射撃系統メモカで戦う。戦闘服はプレートアーマー風。
臆病で怖がりの内気な性格だが、幼馴染の二穂の影響なのか、たまに思い切った行動に出る。五稜館学園の七不思議、超常現象やUMAをはじめとする不思議な物事が好きで、「不思議スクラップファイル」を作成している。
山吹 楓（やまぶき かえで）
声：藤野泰子/属性：砲撃/誕生日：12月18日/身長：159.6センチ/スリーサイズ：B89・W60・H89/血液型：B型/委員会：美容・美化(書)/Chiral型:連携＆搭乗型
高等部3年生。一人称は「私（わたし）」。魔法使いの杖のようなものからビームを放つなどの砲撃系統メモカで戦う。戦闘服は帽子にビスチェドレスを合わせたような魔女風。
包容力があり、誰も怒っている所を見たことがないチームのお姉さん的存在である。チームメイトの二穂とは親戚関係でもある。密かにティエラ先生の仕事を手伝っている。

### 第05チーム アマンド・フォーマルハウト
Almond Fomalhaut。アマンドとフォーマルハウトの名を冠するチーム。日本人以外で構成されており、戦闘服のデザインはそれぞれのルーツを思わせる特徴を持つ共通点以外は各々で異なる民族服風。ゲームスタート時点では活動休止中であることだけがエピソードIで語られるのみだが、元々はセレーネによってスカウトされた“別のエテルノ”でのフィフス・フォースであり、エピソードIIにて他のフィフス・フォースの敵対者として本格的に登場したのち、新たな仲間となって活動を再開した。このような経緯があることから元アマンド・フォーマルハウト（元・第05チーム）などと読み書きされることもある。
シャルロッテ・ヴァイス（Charlotte Weiss）
声：阿澄佳奈/属性：爆撃/誕生日：8月4日/身長：139.9センチ/スリーサイズ：B73・W53・H75/血液型：AB型/委員会：備品管理(書)/Chiral型:連携＆搭乗型
高等部3年生。一人称は「私（わたし）」。棒状のムチを持ち、爆撃機などの兵器・兵装を具現化させ攻撃させる爆撃系統メモカで戦う。
愛称はロッティ。チームリーダーを務める。帰国子女で本物の姫。語尾に「デス」とつけて喋るのと、標準語よりも軍隊言葉で表現する癖がある。低身長なことをフェイによくイジられている。
タチアナ・アレクサンドロヴナ・クロフスカヤ（Tatianna Alexandrovna Krovskaya）
声：雨宮天/属性：打撃/誕生日：9月6日/身長：171.2センチ/スリーサイズ：B91・W60・H87/血液型：A型/委員会：図書(副)/Chiral型:連携型
中等部3年生。一人称は「私（わたし）」。生身で殴るなどの打撃系統メモカで戦う。
愛称はターニャ。まだ日本語に慣れていないため「やまて（やめて）」と言い間違えたり、「Да（ダー）」「Нет（ニェート）」などの母国語で受け答えしてしまう。身体能力が高く任務に忠実。
フェイ・リー（緋麗、Faye Lee）
声：小岩井ことり/属性：斬撃/誕生日：10月9日/身長：155.5センチ/スリーサイズ：B81・W58・H81/血液型：B型/委員会：文化・交流(書)/Chiral型:連携型
一人称は「フェイちゃん」または「わたし」。高等部1年生。 柳葉刀などの斬撃系統メモカで戦い、剣術の腕前は末葉あおい以上と評されている。
呼ばれなくても勝手に来てはトラブルを起こし特にシャルロッテやノエルをよくイジるため、怒られたりビンタされたりするのが日常茶飯事となっている。
モニカ・ブルーアッシュ（Monica Blueash）
声：寿美菜子/属性：射撃/誕生日：5月28日/身長：157.9センチ/スリーサイズ：B88・W60・H87/血液型：B型/委員会：飼育・園芸(長)/Chiral型:連携型
高等部2年生。一人称は「あたし」。回転式拳銃による早撃ち（ファニング）などの射撃系統メモカで戦う。戦闘服は西部劇のガンマン風。
外見は今風に見えるが、田舎育ちの普通の女の子。頻繁に写真を撮る癖がある。
「人気投票4」では総合2位。
ノエル＝ジョーヌ・ベアール（Noel-Jaune Beart）
声：堀江由衣/属性：砲撃/誕生日：3月30日/身長：160.7センチ/スリーサイズ：B84・W59・H83/血液型：O型/委員会：劇団運営(書)/Chiral型:連携型
高等部2年生。一人称は「わたくし」。ガン=カタを思わせる二丁拳銃でのマスケット銃などの砲撃系統メモカで戦う。戦闘服は銃士風。
チームのサブリーダー。お嬢様育ちでわがままである。テレビのリモコンの電源ボタンですら迷うほどの極度の機械オンチ。死語を多用する癖がある。何かにつけてフェイによくイジられている。

### 第06チーム アルタイル・トルテ
Altair Torte。アルタイルとトルテの名を冠するチームで冒頭でプレイヤーが隊長として任命される。戦闘服のデザインは形違いのビスチェドレスのような未来SF風の準お揃い系。
澄原 サトカ（すみはら サトカ）
声：日高里菜/属性：爆撃/誕生日：4月6日/身長：148.1センチ/スリーサイズ：B75・W55・H76/血液型：AB型/委員会：グルメ(長)/Chiral型:使役型
高等部2年生。一人称は「私（わたし）」。オールレンジ攻撃 などの爆撃系統メモカで戦う。戦闘服のカラーは白×水色×緑。
語尾を「なのですよ」と言い表す変わった丁寧語を使う。元の世界では「ありくい探偵局」で探偵の助手をしている。学園内では「美少女探偵」として噂されているが、本人はあくまで「助手」と言っている。他チームでは高嶺アコと仲が良く、探偵業の際は情報通のアコを頼ることも多い。小柄な体型だが食べることが大好き。大好物はカレーパンで、スクエニカフェとのコラボ企画にてスクスト名物の1つとして実際にメニュー化された。餃子への執心も見られ、ラーメン丼型 と一緒に餃子型のアクセサリーのストラップをパトリに付けていたり、学園敷地内で拾った餃子型の壺を自室で愛でたりしている。苦手なのは運動で、プールの季節にはプールの水を抜いて抵抗したり、サッカーの試合中に寝ていたりする。
「人気投票1、2」では総合2位、「同3」では総合4位、「同4」では総合3位。
夜木沼 伊緒（やぎぬま いお）
声：沢城みゆき/属性：打撃/誕生日：12月28日/身長：167.2センチ/スリーサイズ：B90・W60・H89/血液型：O型/委員会：代表(長)/Chiral型:使役型
高等部2年生。一人称は「あたし」。両腕に付けたメカニカルなグローブによるコンビネーションパンチなどの打撃系統メモカで戦う。戦闘服のカラーは紫×黒。
成績優秀かつ容姿端麗、バレーボールの日本代表に選ばれるほど運動神経も抜群で、いまや学園一のアイドルとして周知されている完璧系女子。しかしすぐに笑い上戸になったり、生活面がズボラだったり、食べ物の好き嫌いが多かったりもする。
「人気投票1、2、3、4」では総合1位。『電撃App 美少女キャラ総選挙 2014冬』では総合2位に選ばれた。
美山 椿芽（みやま つばめ）
声：石原夏織/属性：斬撃/誕生日：11月13日/身長：155.7センチ/スリーサイズ：B82・W57・H80/血液型：A型/委員会：風紀(長)/Chiral型:使役型
高等部2年生。一人称は「私（わたし）」。メカニカルな刀などの斬撃系統メモカで戦う。戦闘服のカラーは白×赤×ピンク。
チームリーダー。真面目にチームをまとめている様に見えるが、実はいじられキャラ。剣術が得意で、段位も持っているが、他に女の子らしい特技などがないのがコンプレックス。大のパンダ好きで自室にはあふれるほどのグッズがあり、写真集をサトカに貸したり、ストラップやアクセサリーをパトリに付けたりしている。他チームでは不知火ハヅキと仲が良く、リーダーとしての悩みを相談したり頼ったりしている。また、テレビドラマ好きの秘密を共有しあっている。料理が大の苦手。
「人気投票2、4」では総合4位、「同3」では総合5位。『美少女キャラ総選挙 2015夏』では総合2位に選ばれた。
沙島 悠水（さじま ゆうみ）
声：花澤香菜/属性：射撃/誕生日：6月26日/身長：153.1センチ/スリーサイズ：B81・W58・H80/血液型：B型/委員会：グルメ(副)/Chiral型:使役型
高等部2年生。一人称は「わたし」（ただし、後述のようにキャラクターになりきって喋ることがあり、「わたくし」「わし」など一定していない）。メカニカルな洋弓などの射撃系統メモカで戦う。戦闘服のカラーは水色×青×緑。
ギャグやボケが大好きで、突発的な行動で周りを引き込む陽気な変わり者。料理が天才的に得意。戦闘時やシェフの制服姿の際はマジカル☆悠水、キュイジニエール・サジマなどと自称する癖がある。他チームでは東雲リョウコと仲が良い。内心ではチームメイトの伊緒や椿芽に憧れている。ティエラ曰く、素質だけで見れば学園で最も能力が高いストライカー。
「人気投票1」では総合5位、「同3、4」では総合6位。
菜森 まな（なもり まな）
声：小倉唯/属性：砲撃/誕生日：8月23日/身長：146.5センチ/スリーサイズ：B80・W57・H79/血液型：O型/委員会：文化・交流(副)/Chiral型:使役型
高等部2年生。一人称は「まな」。光線銃などの砲撃系統メモカで戦う。戦闘服のカラーは黄色×水色×オレンジ色。パトリには十字型アクセサリーのストラップを付けたり銀色の装飾品で外装をデコレーションしたりしている。
幼稚園児のころに考案した名前とヤッホーの造語「まっほー」を挨拶に用いる癖がある。伊緒とは幼少期に出会っており、助けてもらった過去を持つ。学園で再会してからは彼女を度を超して慕い想いを寄せている。李野田真乃と田中幸子とは同じゲームで遊んでいる。幼少期から施設に預けられていた過去があり、現在は学園の支援を受けながら一人暮らしをしている。
「人気投票1」では総合3位。

### 第07チーム ショコラーデ・ミラ
Schokolad Mira。チョコレートとミラの名を冠するチームでアザーズに次ぐ27人目からのキャラクターとしてリリース後の更新にて登場。全員が五稜館学園の生徒会役員で構成されている。戦闘服のデザインは各々で異なる和服風。グループ対抗戦では夕依・ほたる・あおいが「変光星三人組」で参戦した。
千年 夕依 （ちとせ ゆい）
声：種田梨沙/属性：爆撃/誕生日：5月12日/身長：144.6センチ/スリーサイズ：B75・W54・H76/血液型：A型/委員会：文化・交流(長)/Chiral型:使役型
高等部1年生。一人称は「わたし」。扇子を右手に持ち、形代を投げて化けたものをぶつけるなどの爆撃系統メモカで戦う。戦闘服は巫女装束風。
ほたるの幼馴染で生徒会では後述の理由でお茶菓子係という役職についている。神社の宮司の親をもち、家では巫女の修行で境内の掃除を任されている。マニアと呼ばれるぐらいに和菓子に詳しく、餡の種類は「つぶあん」以外認めない。極度の方向音痴で捜索願いも出されたこともあるが、本人は方向音痴だとは思っていない。
「人気投票2」では総合3位、「同3」では総合2位、「同4」では総合5位。
賢宮 ほたる（さかみや ほたる）
声：福原香織/属性：打撃/誕生日：1月15日/身長：155.1センチ/スリーサイズ：B82・W58・H79/血液型：B型/委員会：劇団運営(長)/Chiral型:連携型
高等部1年生。一人称は「あたし」。先端が牙（爪）状になっている籠手を付けた殴打技などの打撃系統メモカで戦う。戦闘服は鉢巻大のはちがねを締めマフラーを巻いた創作上のくノ一風。
生徒会では会計を担当。趣味は漫画の読み書きで自身の画力も高く、些細なきっかけで少女漫画的な妄想にふけることが多い。お人好しな性格であり献血や寄付によく協力している。募金でもらう羽は捨てられないらしく、机にしまっている。ほたる以外のメンバーのメモカは「霊獣テンコ」に持ち去られており、他のメンバーのメモカをテンコから取り返すため一人奔走していた。
『美少女キャラ総選挙 2015夏』では総合3位に選ばれた。
末葉 あおい （うらば あおい）
声：瀬戸麻沙美/属性：斬撃/誕生日：2月18日/身長：159.4センチ/スリーサイズ：B81・W58・H81/血液型：A型/委員会：風紀(副)/Chiral型:連携＆装着型
高等部2年生。一人称は「私（わたし）」。剣術の末葉神影流（うらばしんかげりゅう）を流派とする二刀流での日本刀などの斬撃系統メモカで戦う。戦闘服は新選組のダンダラ羽織風。
生徒会長。リーダーを務めており決断力や行動力の高さで信頼されているが、実は箱入り娘という噂もたっている。男性がからむ話題になると不純異性交遊を持ち出し否定する、季節のイベントにも教育的意義を欲するなどの極端な思考を「残念女子」視されたりもしている。実家は先述の末葉神影流の道場である。素麺や蕎麦などの麺類が好物。
神無木 栞 （かんなぎ しおり）
声：戸松遥/属性：射撃/誕生日：9月28日/身長：162.7センチ/スリーサイズ：B90・W61・H89/血液型：O型/委員会：広報(長)/Chiral型:連携型
高等部2年生。一人称は「私（わたし）」。愛馬・月詠（つくよみ）との共演や流鏑馬からの和弓などの射撃系統メモカで戦う。戦闘服は弓道着風。
生徒会副会長を務めており、「五稜館の頭脳」と称されるほど頭が切れる知恵者。何かとナイショが多く、部屋に入るときはノックが必要らしい。
実は典型的な中二病を患っており、上記のノックが必要なのも設定ノートを自室でしたためているためである。しかし期間限定イベントなどでは中二病的な大仰な言い回しを隠すことなく語る場合が多い。
「人気投票2」では総合5位、「同3」では総合3位、「同4」では総合7位。
若月 チカ （わかつき ちか）
声：伊藤美来/属性：砲撃/誕生日：7月23日/身長：153.0センチ/スリーサイズ：B78・W56・H77/血液型：AB型/委員会：広報(書)/Chiral型:連携型
中等部2年生。一人称は「チカ」または「アタシ」。花火を撃ち出す大筒などの砲撃系統メモカで戦う。戦闘服は法被風。
生徒会では書記見習いを務めるチーム内のマスコット的存在。落語が好きで、高等部の落研にも参加していた。花火師になるのが夢。
小説の執筆が趣味の兄がいるが、読んだことのある栞いわく「内容は微妙」。

### アザーズ
デフォルトの第02・03・04・06チームに次ぐ21人目からのキャラクターとしてリリース後の更新にてプレイアブル化されたメンバー。戦闘服のデザインは各々で異なる。
ちなみに、ゲーム内コンテンツのアザーズ枠はモルガナが加わるまでは1枠だったがモルガナが加わった以降は1枠はモルガナ、幸子、あから、小織、陽奈。2枠は永らく実質ティエラ先生の単独枠となっていたが、2019年6月28日より小春が正式参戦によりティエラ先生の左隣に小春が配置とされた。2020年7月1日より翠が正式参戦により左から小春、翠、ティエラの順に配置されている。
モルガナ/もるがな（Morgana）
声：三石琴乃/属性：爆撃/誕生日：2月28日/血液型：A型/委員会：代表(書)/Chiral型:連携型
一人称は「私（わたし）」。オールレンジ攻撃などの爆撃系統メモカで戦う。戦闘服はマッドサイエンティスト風。
“無数に存在するモルガナ”のうちの一人が少女形態かつ五稜館学園の制服姿で仲間になっており、区別のために平仮名でもるがなとも表記される。髪色もより明るいエメラルドグリーン系で異なり、個人行動が基本でチームなどは組んでいない。プロフィールでは勉学ほか5項目の5段階評価や学年が不明となっている。
田中 幸子（たなか さちこ）
声：斎藤千和/属性：打撃/誕生日：3月22日/身長：165.3センチ/スリーサイズ：B85・W59・H81/血液型：A型/委員会：備品管理(副)/Chiral型:連携＆搭乗型
高等部2年生。一人称は「私（わたし）」または「我（われ）」。生身の蹴り技 などの打撃系統メモカで戦う。戦闘服は赤いマフラーをしビキニアーマーをカスタマイズしたようなオディール扮装。
別の境界（チャンネル）で遭遇した出自不明の戦士・黒鳥の騎士オディール（Odile）の正体。オディールを装っているときは尊大な態度と口汚い言葉使いで接し、素顔も決して明かさずヘルメット（仮面）を被ったまま食事・風呂・睡眠もし、追及されると「田中さんは◯◯しにいったぞ」などととぼけるが、本来は人見知りが激しい引っ込み思案な性格。そのような幸子を気付かった陽奈の提案もあって周囲は話を合わせている。自身曰く行方不明の父の言いつけでステラプリズムを破壊して回っていたが、フィフス・フォースのメンバーと出会ってからはティエラの承諾を得て条件付きでエテルノでの滞在と、チームに属さない非正規ストライカーとしての単独行動を許された。
降神 あから（おりがみ あから）
声：三瓶由布子/属性：斬撃/誕生日：12月2日/身長：160.8センチ/スリーサイズ：B83・W59・H80/血液型：B型/委員会：安全(書)/Chiral型:連携型
高等部2年生。一人称は「ボク」。両刃の斧などの斬撃系統メモカで戦う。姉妹でお揃いの戦闘服のカラーは赤。ミニゲーム「大富豪」での初見時対戦キャラクター。
エピソードI中盤にボス妖魔としてフィフス・フォースのメンバーの前に現れた「失踪していた生徒」の1人。降神三姉妹の長女で妹達のことを何より大切に思っており、トリオで行動している。戦闘後はティエラの配慮でモルガナの元に戻らせないため保護観察的な扱いでエテルノでの滞在とチームハウスでの共同生活およびチームに属さない非正規ストライカーとしての行動を認められている。両親はすでに亡くしているため身寄りはなく、五稜館学園から支給されている生活費以外の分はあからがパート・タイムをして稼いでいる。スノーボードをしに行った際は夜木沼伊緒が可愛いなどと絶賛した蓑帽子 と深靴を小織のために自作してあげた。
降神 小織（おりがみ こおり）
声：照井春佳/属性：射撃/誕生日：4月20日/身長：138.5センチ/スリーサイズ：B73・W52・H77/血液型：AB型/委員会：飼育・園芸(副)/Chiral型:連携型
中等部1年生。一人称は「小織」。和弓などの射撃系統メモカで戦う。姉妹でお揃いの戦闘服のカラーは青。ミニゲーム「大富豪」での初見時対戦キャラクター。
「失踪していた生徒」の1人。降神三姉妹の三女で、トリオで行動している。いつも無口、無表情、無感動の三拍子を揃えている。中途半端を嫌い冷静・冷酷を是とする、姉妹の中で最も達観した存在。動物の面倒を見ることは好きだが、理由は「欲望に素直だから」。
降神 陽奈（おりがみ ひな）
声：朝井彩加/属性：砲撃/誕生日：3月10日/身長：160.7センチ/スリーサイズ：B87・W61・H86/血液型：O型/委員会：美容・美化(副)/Chiral型:連携型
高等部1年生。一人称は「ひな」。光線銃などの砲撃系統メモカで戦うが、内心では違和感があり姉のあからのような斬撃に憧れている。姉妹でお揃いの戦闘服のカラーは黄色。ミニゲーム「大富豪」での初見時対戦キャラクター。
「失踪していた生徒」の1人。降神三姉妹の次女で、トリオで行動している。ギャル然としていて人と距離感が近く、今が楽しければ良いという生き方がモットー。しかし中学時代は瓶底眼鏡をかけたガリ勉だった ことは秘密にしており、将来は自分が良い学校や会社に受かることであからと小織を助けていこうと考えての勉学一筋だったが、五稜館学園の教育支援制度によって労せずして入学できたことから、いわゆる高校デビューで金髪に染めたりコンタクトレンズに変えるなどして現在のスタイルになった。自身曰くショートスリーパー。幸子のことを何かと気にかけており、特に親しくしている1人。
「人気投票1」では総合4位。
ティエラ先生（Professor Tierra）
声：浅川悠/属性：射撃/誕生日：9月19日/身長：165.4センチ/スリーサイズ：B89・W60・H85/血液型：B型/委員会：図書(書)/Chiral型:連携型
一人称は「私（わたくし）」。エネルギーで形成されたジャベリン のようなものを投擲するなどの射撃系統メモカで戦う。戦闘服は宇宙服風。
プレイヤーのナビゲーター兼フィフス・フォースを率いる司令。時空管理官という正体を隠し偽名の小田切 ゆか子（おだぎり ゆかこ）を名乗って新任の教諭として勤務しつつ、秘密裏に妖魔と戦える素質のある生徒をスカウトするなどしていた。大人らしく冷静に振る舞ってはいるが大抵は長続きせず、生徒からツッコミを受けたり、失敗談を自ら明かしてしまう などして顔を赤らめることが多く、ドジっ娘（天然ボケ）と周知されている。
その正体は、現今世界（カレントチャンネル）を見失って迷い込んだ地球の意識。そのため一時的に時空管理局が預かっている。本人も自分の正体が何者なのかははっきりわかっていない。
湊 小春（みなと こはる）
声：本渡楓/属性：打撃/誕生日：10月30日/身長：146.0センチ/スリーサイズ：B86・W59・H84/血液型：A型/委員会：未所属/Chiral型:連携型
高等部2年生。一人称は「わたし」。エピソードChiral編終了後、幻装(キラル)世界より漂着した少女で、エテルノでは盾と鎚を用いた打撃系メモカで戦う。
魔力（エーテル）査定値92の少女。エーテルで具現化する武器は打撃系。元々は翠と同じが良いという理由から刀剣系だったが、踏み出す勇気を得るために打撃系に転向した。魔力査定値92という史上最高の数値を出したため、周囲からの期待に応えるために勉学などに励んでいる。
植物を種から育てることが好きである。また、拳で壁を破壊するほどの怪力の持ち主である。
五周年前特別告知に於いて新規プレイアブルキャラとして追加される事を予告され、予告版での使用武器は刀剣系となっていたが正式版では前述で揚げたものとなっており2019年6月28日より正式参戦となった。
隼坂 翠（はやさか すい）
声：白石晴香 /属性：斬撃/誕生日：11月22日/身長：162.7センチ/スリーサイズ：B80・W58・H79/血液型：O型/委員会：未所属/Chiral型:連携型
高等部2年生。髪の毛に水色の箇所がある。魔力（エーテル）査定値8の少女。エーテルで具現化する武器は刀剣系。
魔力査定値8という史上最低の数値を出し、勉学よりも釣りや散歩、スポーツといったことに時間を割くようになった。試験で5教科合わせて100分点にも満たない点数を叩き出している。だが、その内4教科は試験すら受けていなかった。
何より人生を楽しむことを大切にしており、それを「人生ポイントを貯める」と表現している。
エピソードChiral終盤にて小春との一騎討ちでわざと討たれる形で一度は死んだが、小春の召喚獣（キラル）として復活していたことが明らかになった。
6周年大感謝祭において、新規プレイアブルキャラとして実装されることが発表され、2020年7月1日より正式参戦となった。

### その他のキャラクター
隊長
本作のプレイヤーキャラクターであり「一人称視点の存在」としての出演。冒頭に「フィフス・フォース」の拠点であるエテルノの地で目覚めるが、#第06チーム アルタイル・トルテの隊長に就任してから目覚めるまでの5か月間の記憶を失っている。ヒロインたちとは異なり5次元時空を渡れる力が無いため、劇中では本来の自分の身体ではなく特殊な黒猫 に別次元から意識だけを移して操っている。
物語開始の20年前に沙島茜に拾われた際にステラプリズムを埋め込まれたことが原因で、死亡しても様々な世界に様々な形で『転生』を繰り返す特性がある。エピソードI開始以前に猫として二回の転生を繰り返しており、エピソードI終盤にモルガナに殺害された後に別次元で転生した人物が現在の隊長である。
エピソードIIIの最終話で沙島茜に拾われるより以前世が明らかになる。
モシュネ
声：釘宮理恵
正式名称は超絶変形型メモカ管理専用お掃除ロボ«ムネーモシュネーmk.III»で、のちにバージョンアップしmk.V（通称モシュネmk.V、マークファイブなど）になった。その名の通り「メモカ」を管理している2頭身のデフォルメロボット。公式Twitterのイメージキャラクターでもある。円盤型・人型形態を問わずに 浮遊したり地面を走行したりして移動している。
画面上で確認できるだけでも5機以上が存在し、基本は白×水色のカラーリングだが、ガチャ時や強化支援キャンペーン時などで現れる黒×金色のムネーモシュネーmk.IV 通称«黒（ブラック）モシュネ»（モシュネmk.IVとも）、限定イベントやメモカ強化の限界突破時などで現れる赤×金色で頭に角状のパーツを付けたムネーモシュネーmk.IIIスペシャルフォーム «リミットブレイクモード»（通称モシュネリミットブレイク）、EXRメモカの入手時やリライター使用時に現れる黄色×茶色のタイプ、セレーネに従うモシューネ、試験管風の装置の中にいる頭部形状がさらに異なる複数のタイプ など、様々なバリエーションがある（いる）。
一人称は「モシュネ」で語尾に「モシュ」とつけて喋る癖があるが、喋ろうと思えば普通に喋ることもでき一人称も「わたし」になる。杏橋天音・緋ノ宮二穂・末葉あおいなどからは「円盤」「掃除機（喋る掃除機、オンボロ掃除機）」などと呼ばれている。
「裏人気投票1」では総合1位。音声ドラマ、バージョン1.5.0以降の通知アイコンなどに採用されている。
モシューネ
紫色が基調のモシュネ。セレーネ専用機と自称しており、語尾につける口癖が「モッシュ」だったり、マゾヒストのような反応を示すなどの違いがある。
マザーモシュネ
通称マシュネ。複数あるモシュネのマザーマシンとなる少女型のアンドロイド。コンソールにから上半身だけが生えているような独特の形状で、if世界の月面の時空管理局本部にその身を置いている。
頭身は通常の人間と変わらず、語尾や口調も至って普通。癖のある個性を持つモシュネ達の統括には非常に手こずっていると言う。
ハナちゃん
声：不明（非公開）
一人称は「あたし」。宣伝文句が書かれた幟の付いた赤いランドセルを背負い、胸に「はな」と書かれた名札を付け、太股から下が雲になっていて浮いている幽霊の少女で、ミッション中にランダムで登場する限定ガチャの放浪商人。ステラコインが大好き。2016年以降からは夏季限定でカリスマハナちゃんなる水着に精通した店員にもなる。
「裏人気投票1」では総合3位。
モルガナ/モルガナ・ジ・アビス（Morgana）
声：三石琴乃
一人称は「私」または「わたし」。「もるがな」とは異なる存在で、そのメンバー紹介画面で透けて重なって見えているのが当人。髪色がくすんでいて異なり、成人女性ぐらいの見た目でローブのような服 を着て基本的には目を閉じた微笑み顔をしているが、ときおり目と口を見開いた残酷な表情になる。
5次元空間に関する条理を識ってしまった人物が自意識を保てずに『大いなる意識』に取り込まれ変貌した存在で、ラプラスの魔とも同一視される。強大な力と妖魔を生み出す能力を持ち、すべての個体が真理の探求を存在目的とし、複数の個体間で意識を共有しているが各個体ごとに異なる個性を持つ。
ストーリー中ではもるがなを除くとエピソード1に2人、エピソ―ド2に1人のモルガナが出現し、条理の探求のために妖魔やフィフス粒子を持つ少女達を利用して5次元空間に仇なし、フィフス・フォースの面々を苦しめる。
エピソードIIIで無意識そのものの欠陥により発生し、本能的に数々の平行世界を破壊して観測幅を狭める習性があること、また一部の個体（もるがな）が無意識とうまく融合共存していることが語られる。
モルガナ・ジ・アビス
より凶悪なフォームに変化した姿のこと で、ローブの色が黒系に変わり、白髪化し、残酷な表情が常で赤いオーラが漏れたような左目を抑えての前傾姿勢になる。
モルガナ・ミゼラストロフ
モルガナのような姿をした妖魔。スペシャルレイドオブリとして出現する。
エンド
エピソードIII 12話でその姿を現したモルガナの亜種であり、エピソードIIIにおける物語の黒幕。
if世界の月面都市の科学者・雨森果がモルガナ化した個体で、自らを『果てを識る者』と称する。容姿は他のモルガナと異なり低身長で橙色の短髪、黒いローブを着用している。
モルガナ化以前の時点で妖魔や装身型戦具、パトリ端末などを考案・発明した人物。
物語開始の20年前に神装世界を舞台に『女神の偽装計画』と称する条理観測実験を開始。『アグローナ』と呼ばれる妖魔を発生させて天変地異を引き起こさせ、36人の少女にパトリを配布しアグローナ討伐を唆し、少女達をアグローナ化させて殺しあわせた。しかし計画が完遂する前に無意識と一体化した実娘・雨森このえに意識を強制切断され、討たれる。
協力戦のスペシャルレイドオブリとしても登場している。
沙島茜
沙島悠水の叔母にあたる人物で、エピソードIの重要人物。エピソードIII最終回にも登場。
重化学工業企業「クアルタ」の社員であり、同社工場に飛来した隕石に含まれるフィフス粒子を研究・解析。5次元時空の存在を感知する。しかし、研究の危険性を察知し組織に反抗した結果、制裁としてモルガナ化した同僚研究員の手により彼女自身もモルガナ化されてしまい、「アルタイル・トルテの世界」へと送られ、アルタイル・トルテに斃される。
モルガナ化する以前、研究施設に迷い込んだ猫の世話を見ており、猫の身体に実験的にステラプリズムを埋め込む。この猫が後の隊長となる存在である。
エピソードIの後日談にて、悠水の中にも潜在的に彼女の意識が紛れ込んでいることなどが示唆されている。
霊獣テンコ/プチコ
犬神ないし九尾の狐のような姿をした白い霊獣で、第07チームの「メモカ」を奪っていった元凶。賢宮ほたるが先行し追跡していたが、メンバーが揃ったころ偶発的にプチテンコの姿になったのを気に入ったほたると生態調査を考えていた神無木栞の提案で、プチコと名付けペットとして飼っていた時期がある。その後、スペシャルレイドオブリとして現れ数回の協力戦ののちに脅威は去ったと思われたが、より禍々しい黒い姿のコクテンコとなって再来した。結果、根幹世界の消失を防ぐためにほたるによって倒される。
セレーネ
一人称は「アタシ」。ティエラとは別の時空管理官で、エピソードII第17話から登場。平行世界における“別のエテルノ”で#第05チーム アマンド・フォーマルハウトを結成させた人物。かなり高圧・好戦的な性格をしており、自分に反抗する者には手を出すこともいとわない。モシューネのことは「モシュ」と呼ぶ。
実はティエラと同じで、現今世界を見失い迷い込んだ「月の意識」。
雨森このえ
エピソードIII 第4話から登場するif世界の女子高生であり、エピソードIIIと第一期の物語のキーキャラクター。一人称は「わたし」。
地球連合軍付属校であるif世界の五稜館学園へ首席入学するほどの天才ながら非常に明るくノリも良い性格で、入学以前から人気動画士として名を馳せていた。
しかし装身型戦具の適正が無かったことからストライカーではなく研究畑に進み、ストライカーチーム『if部隊』の研究チーフ 兼 侵略者対策研究室の責任者として装身型戦具の改良やif世界を脅かす敵『侵略者』の調査を行った。
その際に月面都市の研究所で5次元世界に関する研究や母親・雨森果の数々の計画を知り、彼女自身もモルガナ化の兆候を抱えながらも、if世界の歪みと神装世界への雨森果の干渉を探るべく行動。雨森果(エンド)の干渉観測のため訪れた宇宙空間でワームホールに飲まれて肉体が消滅し、モルガナ化することなく彼女の意識は無意識集合体と融合する。
彼女がif世界に遺した数々の遺産と、無意識集合体と融合した後に神装世界の少女達へ行った干渉は、第一期におけるエテルノと時空管理局の発祥に大きく関わった。
ミネルヴァ（Minerva）
声：不明
エピソードChiral 序より登場するキラル世界(チャンネル)の境界の施設「時の分水嶺」より隊長に呼びかけた少女。以降、エピソードChiralの各ストーリーを見せ、今後の展開を左右する二者択一の質問を隊長に対して行う役として登場する。「ミネル」と呼ばれることが多い。
キラル世界ではキラル技術を人々にもたらし、結合都市の守り神的存在として市民に認知されている。滅多に人前には姿を現さないので、見かければ幸運になれるという都市伝説も存在する。
水鳴かな
エピソードChiral I/Oで登場。五稜開拓技術研究学院高等部1年生。極度の飢餓状態にあったところ、隼坂怜によって保護された。
隼坂怜
エピソードChiral I/Oで登場。五稜開拓技術研究学院大学院1年生。隼坂翠の先祖にあたる。「隼坂式セオリー」を格言として掲げている。
湊花澄
エピソードChiral I/Oで登場。五稜開拓技術研究学院大学院1年生。湊小春の先祖にあたる。
テミス
エピソードVで登場。機械生命体と名乗る少女で、エピソードVの冒頭でエテルノを襲撃し導意体（コンダクター）を奪った。
ロスト
エピソードV+で登場。
鎮目ひびき
エピソードAlcor(アルコア)で登場。冥導世界で妖魔との戦闘に巻き込まれ、緋ノ宮二穂の冥導変身に干渉し「リベレート」させたことにより、監視下のもとフィフス・フォースに保護された。

## 開発
「自社のオリジナルスタッフが手掛けた完全新作」を謳っている。キャラクターデザイナーは『サガ2秘宝伝説 GODDESS OF DESTINY』『サガ3時空の覇者 Shadow or Light』などを担当した小林元で、同社では異例という「キャラクターありき」でストーリーや設定は後から決められた。
新コスチュームの配信が恒例となっている期間限定イベントのテーマには「何でもアリ」を掲げており、サッカーのユニフォームなど「予想の斜め上」を目指している。

### 企画
無印はスクウェア・エニックス自身関連のコラボ、（）内は他社関連のタイアップである。
だてメガネ
2014年9月30日の更新で追加されたアクセサリーの「だてメガネ」は、サンドウィッチマンの伊達が同27日に放送された番組『特命！スマホゲーム征服宣言』でかけていたものの再現。
電撃App 美少女キャラ総選挙 2014冬（KADOKAWA）
電撃オンライン主催による企画で、杏橋天音、澄原サトカ、夜木沼伊緒の3名がエントリーした。
電撃App 戦う！美少女キャラ総選挙 2015夏（KADOKAWA）上記の通算2回目の企画で、美山椿芽、賢宮ほたるの2名がエントリーし、上位入賞を達成した公約として「電撃性キャンペーンガール メモカ」とアクセサリ「ポリタン」が配布された。
スクールガールストライカーズ キャンペーン（ローソン）
ローソンとのタイアップで、2015年1月13日 - 2月9日&6月2日 - 7月6日開催。
第1弾はサントリーとライジンジャパンの対象栄養ドリンク 購入者にローソンの制服を再現した衣装の「ローソン限定レアメモカ」と、同衣装にローソンストライプ柄のオリジナルリボンが足された「ローソン限定SR（スーパーレア）メモカ」の2種が入手できるシリアルナンバーが配布された（ただし後者ははがきでの応募者のみのくじ扱い）。第2弾は「あきこロイドちゃんつきRメモカ」とアクセサリ「からあげクン」が配布された。
スクールガールストライカーズ×荒川アンダーザブリッジ
ヤングガンガンとの初コラボで『荒川アンダー ザ ブリッジ』とのクロスオーバー。
2015年2月20日に発売された『ヤングガンガンNo.05』付録のシリアルナンバーから入手できる「ニノのジャージ メモカ」が配布された。
スクールガールストライカーズ×WORKING!!
ヤングガンガンとの通算2回目のコラボで『WORKING!!』とのクロスオーバー。
2015年3月6日に発売された『ヤングガンガンNo.06』付録のシリアルナンバーから入手できる「ワグナリア制服 メモカ」が配布された。
スクールガールストライカーズ×セキレイ
ヤングガンガンとの通算3回目のコラボで『セキレイ』とのクロスオーバー。
2015年3月20日に発売された『ヤングガンガンNo.07』付録のシリアルナンバーから入手できる「No.88 結衣装 メモカ」が配布された。
ヤングガンガン×スクールガールストライカーズ 4号連続スペシャルコラボ
ヤングガンガンとの通算4回目のコラボで、2015年8月7日 - 9月4日に発売された『ヤングガンガンNo.16 - 19』付録のシリアルナンバーから、第1弾『キャタピラー』とのクロスオーバーの「華蟷螂 メモカ」、第2弾『WORKING!!』との「ワグナリア制服 メモカ」、第3&4弾『セキレイ』との「No.88 結衣装 メモカ」と「イニシエの巫女装束 メモカ」などが配布された。
スクスト栞の馬の名前募集
公認Twitterアカウント主催による企画で、2015年2月23日 - 2月27日開催。神無木栞の愛馬の名前と設定が決められた。
BRAVELY DEFAULT PRAYING BRAGE×スクールガールストライカーズ
同社の他作品『ブレイブリーデフォルト プレイングブレージュ』との相互セルフクロスオーバーで、2015年2月28日 - 3月8日開催。
当作側では「イデアの祈祷衣メモカ」の配布や「クリスタリカ（BDPB）背景」の採用などが行われた。
Androidくんプレゼントキャンペーン（Google）
2015年3月23日 - 3月31日開催。
Androidの緑色のロボットのキャラクター（Bugdroid、ドロイド君）を再現したアクセサリーが配布された。タップすると火花放電しながら高速回転する。
スクールボーイストライカーズ 〜五界堂学園パトリ部〜
2015年4月1日のエイプリルフール向けに制作された企画。ゲーム起動後に突然このタイトルの画面が現れ、小林元による新規デザインのオール男性キャストでの男子校カードバトル物の始まりを思わせるプロローグが流れたり、その中の1人がログインボーナスのアナウンスを務めたりした。五界堂学園パトリ部参照。
まるごと1か月ファイナルファンタジーXIコラボ ジョブコスまつり！
同社の他作品『ファイナルファンタジーXI』とのセルフコラボで、2015年5月4日 - 5月28日開催。
第1 - 3弾までが実施され、「白魔道士、召喚士、赤魔道士、竜騎士、暗黒騎士、黒魔道士、ナイト、忍者 メモカ」や「ジュノ大公国、平原、ル・オンの庭、雪原、ズヴァール城（FFXI）背景」の配布・採用や、バハムートなどの敵モンスター5体が急襲妖魔（レイドオブリ）として登場した。
三国志乱舞×スクールガールストライカーズ
同社の他作品『三国志乱舞』との相互セルフクロスオーバーで、2015年7月10日 - 20日開催。
当作側では「関羽（女）メモカ」の配布や「玉座（三国志乱舞）背景」の採用などが行われた。
スクールガールストライカーズ×LORD of VERMILION ARENA
同社の他作品『LORD of VERMILION ARENA』との相互セルフクロスオーバーで、2015年7月22日 - 30日開催。
当作側では「ドゥクスの衣装 メモカ」の配布が行われた。
たびぴた×スクールガールストライカーズ（JR東日本）
JR東日本とYahoo! JAPANによる期間限定サービス『たびぴた』（JR東日本公式アプリ内コンテンツ）とのコラボで、2015年10月1日 - 12月31日開催。
第1 - 3弾までが実施され、はやぶさ（E5系）がモチーフのコスチューム「はやぶさガール」が配布された。
スクールガールストライカーズ×ハッカドール（DeNA）
『ハッカドール』とのコラボで、2015年10月2日 - 10月8日開催。
ハッカドール1号・2号・3号がモチーフの「ハッカドール メモカ」や、デスクトップの背景が配布された。
魔法科高校の劣等生 LOST ZERO×スクールガールストライカーズ
『魔法科高校の劣等生 LOST ZERO』との相互セルフクロスオーバーで、2015年10月31日 - 11月8日開催。
当作側では司波深雪がモチーフの「一科生の制服 メモカ」と「アクセサリー 深雪の髪飾り」が配布された。
「スクスト」×「ポプスト」応援キャンペーン
2016年2月29日 - 3月14日開催。
ポップアップストーリーとの相互コラボ。サイトからの応援達成数に応じてゲーム内特典がもらえる他、期間中に両ゲームに新人プレイヤー限定のログインボーナスがもらえる。
マクロス×スクールガールストライカーズ 超時空コラボ
『マクロスΔ』を筆頭とする『超時空要塞マクロス 愛・おぼえていますか』『マクロス7』『マクロスF』とのコラボで、2016年8月10日 - 8月28日開催。
マクロスシリーズの歴代歌姫をモチーフとしたメモカ付衣装が配布された。
SQUARE ENIX CAFE
2016年10月25日 - 11月13日開催。
モシュネ＆しずくpresents スクスト×オルガル 制服交換しちゃったコラボ！（サイバーエージェント）
2017年2月17日-3月7日開催された。
オルタナティブガールズとの相互コラボでオルガルサイドでは五稜館学園制服、スクストサイドでは妃十三学園制服がログインボーナスとして配布された。
プロジェクト東京ドールズ×スクールガールストライカーズ2・刀使ノ巫女 刻みし一閃の燈火
2018年11月13日 - 11月19日開催された。
プロジェクト東京ドールズとの相互セルフクロスオーバーで、ドールズサイドでは五稜館学園制服、限定サブカードや限定武器の配布、スクストサイドで「KEY☆DOLLS」コスの配布、「殺戮人形」コスのガチャによる販売が行われた。

## 評価
ガチャなどで入手できる追加コスチュームやアクセサリーによる着せ替え遊び的な要素があることから、女性プレイヤーからも支持されているという。
#アニメ版プロデューサーの大澤は、特に3Dキャラクターとしての可愛さを高評価しており「姉ヶ崎寧々ぐらい・以来」と述べた。

## ラジオ
『スクールガールストライカーズ Radio Channel』（スクールガールストライカーズ ラジオチャンネル）のタイトルで、音泉にて2016年12月27日から2017年4月4日まで毎週火曜日に更新されていた全14回のインターネットラジオ（ストリーミング）番組。後発の#アニメのプロモーションがメインのため、番組公式ウェブサイト上のキャライラストはアニメ版のものが掲載されている。以下の記述は特記がない限りは番組配信サイトの記述に基づく。
メインパーソナリティは澄原サトカ役の日高里菜と菜森まな役の小倉唯の2名。第7回・Vol.1新規録りおろしには美山椿芽役の石原夏織、第14回・Vol.2新規録りおろしには夜木沼伊緒役の沢城みゆきがゲストとして収録に参加した。
主なコーナーは以下の通り。
ふつおた
テーマに依存しないリスナーからの普通のお便り。
りなゆいニュース
パーソナリティー2人の近況報告と、リスナーから募集した2人の架空の近況報告をニュース形式で行う。
チャンネルメール
ゲームがパラレルワールドを扱っていることにちなみ、リスナーから募集した特定の条件と質問の条件に合うキャラクターを演じつつ、質問に答える。
唯神様に叶えて貰おう！
ラジオ内で小倉の周囲で幸運が起きたエピソードから、リスナーから唯神様への願い事を募集し、その願いに対して小倉が「応援してやろう」「それは自分の力で頑張りたまえ」の二択で判定を下すコーナー。

### ラジオCD
発売元はタブリエ・コミュニケーションズ。
| 巻数  | 発売日        | 規格品番       | 仕様                                                                         |
| ----- | ------------- | -------------- | ---------------------------------------------------------------------------- |
| Vol.1 | 2017年3月29日 | TBZR-0831/0832 | DISC1：新規録りおろしオーディオCD DISC2：CD-ROM（第1回 - 第7回をMP3で収録）  |
| Vol.2 | 2017年5月31日 | TBZR-0852/0853 | DISC1：新規録りおろしオーディオCD DISC2：CD-ROM（第8回 - 第14回をMP3で収録） |

## アニメ
| 原作                   | スクウェア・エニックス                                |
| 監督                   | 錦織博                                                |
| シリーズ構成           | 吉岡たかを                                            |
| シナリオ監修           | 石山貴也                                              |
| キャラクター原案       | 小林元                                                |
| キャラクターデザイン   | 田中雄一                                              |
| 美術監督               | 黒田友範                                              |
| 音響監督               | 岩浪美和                                              |
| 音楽                   | 鈴木光人×とくさしけんご                               |
| 音楽プロデューサー     | 鈴木光人                                              |
| チーフ・プロデューサー | 中山信宏、水町稔規、松倉友二、大澤信博                |
| プロデューサー         | 志治雄一郎、川上竜太郎 鈴木薫（兼アニメーション制作） |
| 製作                   | スクールガールストライカーズ製作委員会                |

『スクールガールストライカーズ Animation Channel』（スクールガールストライカーズ アニメーションチャンネル）のタイトルで、J.C.STAFF製作のテレビアニメ。2017年1月から同年4月まで、テレビにおいてはTOKYO MX、サンテレビ、KBS京都、BS11、AT-Xにて、インターネットにおいてはAbemaTV、dアニメストアにて、全13話が放送および配信された。キャッチコピーは「これが私たちの学園生活!!（にちじょう）」および「これが私たちの学園生活。（たたかい）」。
原作（ゲーム）側との相違点としては、隊長に相当する第三者視点のキャラクターが存在しない（ただし「隊長」と呼ばれている黒猫は登場する）、#第06チーム アルタイル・トルテを主役に据えた物語構成、妖魔（オブリ）が基本的に旧式妖魔（マギレオブリ）のみの扱い、割り切りによるエピソードIIの一部キャラの未登場、などが挙げられる。
製作発表会の席ではプロデューサーの大澤信博が企画とは関係なく以前より個人的に夜木沼伊緒推しで好んでプレイしていたことを暴露して出席者を驚かせると同時に、そのような経緯からゲーム版プロデューサー・水町との関係を「相思相愛」、『アニメ版あずまんが大王』以来の関係となる錦織の監督起用を「可愛い女の子を描かせるなら彼」のように思ってのこと、などと語った。

### キャスト

#### その他キャラクター
- 中居さん - 小松奈生子
- 諫見博士 - 青山穣

その他キャスト
- 佐々健太 - 吉田麻美 - 岩澤俊樹 - 菅原慎介 - 飯野千紘 - 佐原誠 - 原田薫 - 鬼頭明里

### 主題歌
オープニングテーマ「未来系ストライカーズ」（第1話 - 第12話）
作詞 - hotaru / 作曲 - Tom-H@ck / 編曲 - Tom-H@ck&KanadeYUK / 歌 - アルタイル・トルテ［美山椿芽（石原夏織）&澄原サトカ（日高里菜）&夜木沼伊緒（沢城みゆき）&沙島悠水（花澤香菜）&菜森まな（小倉唯）］
第1話ではエンディングテーマ位置で使用。第13話では未使用。
本放送（配信）版では第2話から映像の後半部分に変更が加えられたため、第1話時点とは田中幸子/黒鳥の騎士オディールと#第04チーム ビスケット・シリウスの挿入順やエフェクト演出などが異なっている。
エンディングテーマ「きっとワンダフォー！」（第2話 - 第11話、第13話）
作詞・作曲・編曲 - ヒゲドライバー / 歌 - 澄原サトカ（日高里菜）&菜森まな（小倉唯）
第12話では未使用。

### 各話リスト
| 話数   | サブタイトル                     | 脚本                | 絵コンテ                   | 演出                | 作画監督 | 総作画監督      |
| ------ | -------------------------------- | ------------------- | -------------------------- | ------------------- | --- | --------------- |
| 第1話  | 出撃！フィフス・フォース         | 吉岡たかを          | 錦織博                     | 錦織博              | 木本茂樹 | 田中雄一        |
| 第2話  | 特訓！そして初めての勝利         | 吉岡たかを          | 錦織博                     | 橋本敏一            | 冷水由紀絵、上田みねこ 高橋沙妃、小渕陽介 前田ゆり子、山本雅章                                                      | 冨岡寛          |
| 第3話  | 結成！アルタイル・トルテ         | ハラダサヤカ        | 佐藤卓哉 篠原正寛 檜川信夫 | 篠原正寛            | 冷水由紀絵、長谷川眞也 高橋沙妃、山口杏奈 奥田哲平、斎藤美香 前田義宏、兰彦军（蘭彦軍） 佐野はるか、前田ゆり子      | 冨岡寛          |
| 第4話  | 登場！ウワサの美少女探偵         | 石山貴也            | 下田正美                   | 藤本義孝 錦織博     | 李東昱、黃仁喆（黄仁喆） 坂本哲也、佐藤嵩光 藤部生馬                                                                | 冨岡寛          |
| 第5話  | 白熱！チーム対抗戦               | 藤田けい 吉岡たかを | 萩原弘光 二瓶勇一          | 崎山早良            | 冷水由紀絵、長谷川眞也 上田みねこ、斎藤美香 前田義宏、兰彦军（蘭彦軍） 佐野はるか、古木舞                           | 冨岡寛          |
| 第6話  | 急襲！SF大作戦                   | 杉原研二            | 大畑清隆                   | 小野田雄亮          | 長谷川眞也、藤井昌宏 冷水由紀絵、高橋沙妃 山本雅章、坂本哲也 藤部生馬                                               | 田中雄一        |
| 第7話  | 激突！二つの強敵                 | 吉岡たかを          | 佐山聖子                   | 門田英彦            | 佐野はるか、長谷川眞也 山口杏奈、冷水由紀絵 金澤龍、崔美子 Kim sung bum Kwon yong sang                              | 冨岡寛          |
| 第8話  | 対決！降神三姉妹                 | 吉岡たかを          | 橋本敏一                   | 橋本敏一            | 上田みね子、高橋沙妃 藤部生馬、前田義宏 長谷川晋也、斎藤美香 冷水由紀絵、へばらぎ                                   | 田中雄一 冨岡寛 |
| 第9話  | 青春！紅の決闘                   | ハラダサヤカ        | 檜川信夫                   | 蔵本穂高            | 冷水由紀絵、坂本哲也 佐野はるか、古木舞 長谷川眞也、松元美季                                                        | 冨岡寛          |
| 第10話 | 参上！孤独の騎士                 | 石山貴也            | 佐山聖子                   | 小野田雄亮 工藤利春 | 上田みね子、冷水由紀絵 長谷川晋也、藤部生馬 前田義宏、佐藤嵩光                                                      | 田中雄一 冨岡寛 |
| 第11話 | 戦慄！大雪山に未確認生物を見た   | 杉原研二            | 錦織博                     | 門田英彦            | 長谷川晋也、冷水由紀絵 藤部生馬、高橋沙妃 金澤龍、李少雷 佐野はるか、佐藤嵩光 松元美季                              | 冨岡寛          |
| 第12話 | 急転！消えた三姉妹               | 吉岡たかを          | 篠原正寛                   | 篠原正寛            | 冷水由紀絵、長谷川眞也 上田みね子、藤部生馬 斎藤美香、前田義宏 坂本哲也、古木舞                                     | 田中雄一        |
| 第13話 | 決戦！フィフス・フォースよ永遠に | 吉岡たかを          | 錦織博 佐藤卓哉            | 錦織博              | 長谷川眞也、冷水由紀絵 上田みね子、藤部生馬 冨岡寛、高橋沙妃 金澤龍、佐野はるか 坂本哲也、佐藤嵩光 古木舞、松元美季 | 田中雄一 冨岡寛 |

### 放送局
| 放送期間              | 放送時間                     | 放送局     | 対象地域 | 備考                                     |
| --------------------- | ---------------------------- | ---------- | -------- | ---------------------------------------- |
| 2017年1月7日 - 4月1日 | 土曜 0:30 - 1:00（金曜深夜） | BS11       | 日本全域 | 製作委員会参加 / BS放送 / 『ANIME+』枠   |
|                       |                              | TOKYO MX   | 東京都   |                                          |
|                       | 土曜 21:00 - 21:30           | AT-X       | 日本全域 | CS放送 / リピート放送あり                |
| 2017年1月8日 - 4月4日 | 日曜 23:00 - 23:30           | KBS京都    | 京都府   | 最終話（第13話）は火曜 1:00 - 1:30       |
| 2017年1月9日 - 4月3日 | 月曜 0:30 - 1:00（日曜深夜） | サンテレビ | 兵庫県   | 最終話（第13話）は月曜 23:30 - 火曜 0:00 |

| 配信期間               | 配信時間                     | 配信サイト | 備考                                                     |
| ---------------------- | ---------------------------- | --- | -------------------------------------------------------- |
| 2017年1月7日 - 4月1日  | 土曜 0:30 - 1:00（金曜深夜） | AbemaTV | ライブ配信、リピートあり                                 |
|                        | 土曜 12:30 更新              | dアニメストア |                                                          |
| 2017年1月14日 - 4月8日 | 土曜 12:00 更新              | ひかりTV / J:COMオンデマンド / milplus イッツコムオンデマンド / TOKAIオンデマンド ビデオパス / U-NEXT / TSUTAYA TV PlayStation Video / Google Play（YouTube） Amazonプライム・ビデオ / Rakuten SHOWTIME Video Market / MGSシアター | 第1話無料 週遅れ配信                                     |
|                        |                              | ニコニコチャンネル / バンダイチャンネル | 第1話無料 第2話以降6日半（金曜23:59まで）無料 週遅れ配信 |
|                        | 土曜 23：00 - 23：30         | ニコニコ生放送 |                                                          |

### BD/DVD
| 巻 | 発売日        | 収録話          | 規格品番   | 規格品番   |
| 巻 | 発売日        | 収録話          | BD初回版   | DVD初回版  |
| -- | ------------- | --------------- | ---------- | ---------- |
| 1  | 2017年3月29日 | 第1話 - 第2話   | 1000640855 | 1000640867 |
| 2  | 2017年4月26日 | 第3話 - 第4話   | 1000640857 | 1000640868 |
| 3  | 2017年5月24日 | 第5話 - 第6話   | 1000640859 | 1000640874 |
| 4  | 2017年6月28日 | 第7話 - 第8話   | 1000640863 | 1000640876 |
| 5  | 2017年7月26日 | 第9話 - 第10話  | 1000640864 | 1000640877 |
| 6  | 2017年8月23日 | 第11話 - 第12話 | 1000640865 | 1000640878 |
| 7  | 2017年9月27日 | 第13話          | 1000640866 | 1000640879 |

### CD (アニメ)
| #         | タイトル                                                            | 作詞         | 作曲      | 編曲               | 時間  |
| --------- | ------------------------------------------------------------------- | ------------ | --------- | ------------------ | ----- |
| 1.        | 「未来系ストライカーズ」(歌：アルタイル・トルテ)                    | hotaru       | Tom-H@ck  | Tom-H@ck KanadeYUK | 3:15  |
| 2.        | 「未来系ストライカーズ（美山椿芽 ver.）」(歌：美山椿芽（石原夏織）) | hotaru       | Tom-H@ck  | Tom-H@ck KanadeYUK | 3:15  |
| 3.        | 「Hellow！」(歌：美山椿芽（石原夏織）)                              | くまのきよみ | 小野貴光  | 渡辺剛             | 4:36  |
| 4.        | 「未来系ストライカーズ（Instrumental）」                            |              |           |                    | 3:15  |
| 5.        | 「Hellow！（Instrumental）」                                        |              |           |                    | 4:34  |
| 合計時間: | 合計時間:                                                           | 合計時間:    | 合計時間: | 合計時間:          | 18:55 |

| #         | タイトル                                                                  | 作詞      | 作曲      | 編曲               | 時間  |
| --------- | ------------------------------------------------------------------------- | --------- | --------- | ------------------ | ----- |
| 1.        | 「未来系ストライカーズ」(歌：アルタイル・トルテ)                          | hotaru    | Tom-H@ck  | Tom-H@ck KanadeYUK | 3:15  |
| 2.        | 「未来系ストライカーズ（夜木沼伊緒 ver.）」(歌：夜木沼伊緒（沢城みゆき）) | hotaru    | Tom-H@ck  | Tom-H@ck KanadeYUK | 3:15  |
| 3.        | 「青春スパイク!」(歌：夜木沼伊緒（沢城みゆき）)                           | 井筒日美  | 三浦英之  | 平田祥一郎         | 4:44  |
| 4.        | 「未来系ストライカーズ（Instrumental）」                                  |           |           |                    | 3:15  |
| 5.        | 「青春スパイク!（Instrumental）」                                         |           |           |                    | 4:42  |
| 合計時間: | 合計時間:                                                                 | 合計時間: | 合計時間: | 合計時間:          | 19:11 |

| #         | タイトル                                                            | 作詞         | 作曲       | 編曲               | 時間  |
| --------- | ------------------------------------------------------------------- | ------------ | ---------- | ------------------ | ----- |
| 1.        | 「未来系ストライカーズ」(歌：アルタイル・トルテ)                    | hotaru       | Tom-H@ck   | Tom-H@ck KanadeYUK | 3:15  |
| 2.        | 「未来系ストライカーズ（沙島悠水 ver.）」(歌：沙島悠水（花澤香菜）) | hotaru       | Tom-H@ck   | Tom-H@ck KanadeYUK | 3:15  |
| 3.        | 「Maybe JUSTICE!」(歌：沙島悠水（花澤香菜）)                        | くまのきよみ | 渡部チェル | 渡部チェル         | 4:35  |
| 4.        | 「未来系ストライカーズ（Instrumental）」                            |              |            |                    | 3:15  |
| 5.        | 「Maybe JUSTICE!（Instrumental）」                                  |              |            |                    | 4:33  |
| 合計時間: | 合計時間:                                                           | 合計時間:    | 合計時間:  | 合計時間:          | 18:53 |

| #         | タイトル                                                                | 作詞      | 作曲      | 編曲               | 時間  |
| --------- | ----------------------------------------------------------------------- | --------- | --------- | ------------------ | ----- |
| 1.        | 「未来系ストライカーズ」(歌：アルタイル・トルテ)                        | hotaru    | Tom-H@ck  | Tom-H@ck KanadeYUK | 3:15  |
| 2.        | 「未来系ストライカーズ（澄原サトカ ver.）」(歌：澄原サトカ（日高里菜）) | hotaru    | Tom-H@ck  | Tom-H@ck KanadeYUK | 3:15  |
| 3.        | 「おかわりしたいミステリー」(歌：澄原サトカ（日高里菜）)                | 高瀬愛虹  | 中山聡    | 中山聡             | 4:35  |
| 4.        | 「未来系ストライカーズ（Instrumental）」                                |           |           |                    | 3:15  |
| 5.        | 「おかわりしたいミステリー（Instrumental）」                            |           |           |                    | 4:33  |
| 合計時間: | 合計時間:                                                               | 合計時間: | 合計時間: | 合計時間:          | 18:53 |

| #         | タイトル                                                          | 作詞      | 作曲      | 編曲               | 時間  |
| --------- | ----------------------------------------------------------------- | --------- | --------- | ------------------ | ----- |
| 1.        | 「未来系ストライカーズ」(歌：アルタイル・トルテ)                  | hotaru    | Tom-H@ck  | Tom-H@ck KanadeYUK | 3:15  |
| 2.        | 「未来系ストライカーズ（菜森まな ver.）」(歌：菜森まな（小倉唯）) | hotaru    | Tom-H@ck  | Tom-H@ck KanadeYUK | 3:15  |
| 3.        | 「マナリズムマナイズム」(歌：菜森まな（小倉唯）)                  | 辻純更    | 山崎真吾  | 渡辺剛             | 3:49  |
| 4.        | 「未来系ストライカーズ（Instrumental）」                          |           |           |                    | 3:15  |
| 5.        | 「マナリズムマナイズム（Instrumental）」                          |           |           |                    | 3:46  |
| 合計時間: | 合計時間:                                                         | 合計時間: | 合計時間: | 合計時間:          | 17:20 |

| #         | タイトル                                                                | 作詞           | 作曲           | 編曲           | 時間  |
| --------- | ----------------------------------------------------------------------- | -------------- | -------------- | -------------- | ----- |
| 1.        | 「きっとワンダフォー!」(歌：澄原サトカ（日高里菜）、菜森まな（小倉唯）) | ヒゲドライバー | ヒゲドライバー | ヒゲドライバー | 3:39  |
| 2.        | 「roomy party」(歌：澄原サトカ（日高里菜）、菜森まな（小倉唯）)         | くまのきよみ   | PandaBoY       | PandaBoY       | 4:45  |
| 3.        | 「roomy party（Instrumental）」                                         |                |                |                | 3:39  |
| 4.        | 「roomy party（Instrumental）」                                         |                |                |                | 4:43  |
| 合計時間: | 合計時間:                                                               | 合計時間:      | 合計時間:      | 合計時間:      | 16:46 |

## 漫画
『スクールガールストライカーズ Comic Channel』（スクールガールストライカーズ コミックチャンネル）
桃山ひなせ作画のコミカライズ。ガンガンONLINEにてウェブコミックで連載後、全5巻で書籍化。
原作（ゲーム）側では断片的にしか語られていなかったいわゆる過去話を主題としているエピソードが中心で、他には期間限定「新コスチュームイベント」などと時期を合わせての裏話/余談的なエピソードも描かれている。ゆえに原作側の#設定にほぼ完全に準拠しているためオリジナル要素は抑えられているが、現実的な説得力を持たせるため、棗いつみや居吹イミナの家族のような、原作未登場の人物が詳細に描かれてもいる。
| 商品名                                                     | 販売元                 | 発売日         | ISBN                |
| ---------------------------------------------------------- | ---------------------- | -------------- | ------------------- |
| スクールガールストライカーズ Comic Channel（1）[126]       | スクウェア・エニックス | 2015年3月20日  | ISBN 978-4757545885 |
| スクールガールストライカーズ Comic Channel（2）[126]       | スクウェア・エニックス | 2015年9月19日  | ISBN 978-4757547384 |
| スクールガールストライカーズ Comic Channel（3）[126]       | スクウェア・エニックス | 2016年3月22日  | ISBN 978-4757549395 |
| スクールガールストライカーズ Comic Channel（4）[126]       | スクウェア・エニックス | 2016年12月22日 | ISBN 978-4757551879 |
| スクールガールストライカーズ Comic Channel（5）（完）[126] | スクウェア・エニックス | 2017年1月27日  | ISBN 978-4757552197 |
『スクールガールストライカーズ Anthology Channel』（スクールガールストライカーズ アンソロジーチャンネル）
他人数作画のコミカライズ。全1巻で書籍化。
| 商品名                                         | 販売元                 | 発売日        | ISBN                |
| ---------------------------------------------- | ---------------------- | ------------- | ------------------- |
| スクールガールストライカーズ Anthology Channel | スクウェア・エニックス | 2015年9月19日 | ISBN 978-4757547391 |

## 小説
『スクールガールストライカーズ Novel Channel』（スクールガールストライカーズ ノベルチャンネル）
榊一郎、氷上慧一、ひびき遊執筆のノベライズ。ガンガンONLINEにてウェブコミックで連載後、全1巻で書籍化。
| 商品名                                          | 販売元           | 発売日        | ISBN                   |
| ----------------------------------------------- | ---------------- | ------------- | ---------------------- |
| スクールガールストライカーズ Novel Channel[127] | SBクリエイティブ | 2015年3月20日 | ISBN 978-4-7973-8137-5 |
『スクールガールストライカーズ Novel Channel Festa!』（スクールガールストライカーズ ノベルチャンネル フェスタ）
天乃聖樹執筆のノベライズ。全1巻で書籍化。
| 商品名                                                 | 販売元           | 発売日        | ISBN                   |
| ------------------------------------------------------ | ---------------- | ------------- | ---------------------- |
| スクールガールストライカーズ Novel Channel Festa![127] | SBクリエイティブ | 2016年3月22日 | ISBN 978-4-7973-8687-5 |

## 音声ドラマ
ドラマCD単体による展開。
| 商品名                                | 販売元                 | 発売日        | 規格品番   | 備考                                                                                     |
| ------------------------------------- | ---------------------- | ------------- | ---------- | ---------------------------------------------------------------------------------------- |
| スクールガールストライカーズ Drama CD | スクウェア・エニックス | 2015年9月30日 | SQEX-10500 | #第06チーム アルタイル・トルテ、ティエラ、モシュネが出演する録り下ろしエピソードを収録。 |

## 関連商品
音楽
| 商品名                                                         | 販売元                              | 発売日        | 規格品番     | 備考 |
| -------------------------------------------------------------- | ----------------------------------- | ------------- | ------------ | --- |
| スクールガールストライカーズ オリジナル・サウンドトラック[131] | スクウェア・エニックス              | 2015年2月11日 | SQEX-10483   | |
| もしもの私[132]                                                | スクウェア・エニックス ミュージック | 2015年6月15日 | SQEX-50060   | アド第3弾テーマソングで、歌はミステラ・フェオ。音楽配信限定でアレンジを含めた全4曲。カバーアートは冬期制服姿の美山椿芽。                                        |
| Summer Vacation EP[133]                                        | スクウェア・エニックス ミュージック | 2015年8月31日 | SQEX-50063   | アド第4弾テーマソング「シークレット・ビーチ」を含めた音楽配信限定の全6曲で、歌はミステラ・フェオ。カバーアートは2015新作プライベート水着姿の不知火ハヅキ[134]。 |
| スクールガールストライカーズ 3rd Anniversary Album[135]        | スクウェア・エニックス              | 2017年9月13日 | SQEX-20038   | |
| スクールガールストライカーズ2 5th Anniversary Album[136]       | スクウェア・エニックス              | 2019年9月10日 | SQEX-10731-2 | |
書籍
| 商品名                                        | 出版社   | 販売日        | ISBN                |
| --------------------------------------------- | -------- | ------------- | ------------------- |
| スクールガールストライカーズ エテルノ白書     | KADOKAWA | 2015年3月28日 | ISBN 978-4048693875 |
| スクールガールストライカーズ ビジュアルブック | KADOKAWA | 2017年3月17日 | ISBN 978-4048927963 |

## スピンオフ

### スクールガールストライカーズ 〜トゥインクルメロディーズ〜
共通の世界観にてオリジナルキャラクターが主役の音楽ゲーム。開発はサイバーエージェント傘下のR-Force Entertainmentが担当する。2017年8月31日サービス開始。
2018年9月13日をもってオンラインサービスを終了。同日よりオフラインプレイ用の保存版アプリが配信された。さらに2019年3月18日に、Twitterのスクメロ公式アカウント、および各メンバーのアカウントも削除された。

#### 漫画（スピンオフ）
『月刊サンデージェネックス』2018年2月号から8月号まで蒼井ひな太によるコミカライズが連載された。

#### ラジオ（音楽ゲーム）
『アプリコット・レグルスのメロメロ Radio!』のタイトルで、2017年10月7日から12月30日まで超!A&G+にて毎週土曜日 16:30 - 17:00 で配信していた。AG-ON Premiumでは同年10月9日から2018年1月1日まで毎週月曜日に更新していた。パーソナリティは篠宮明佳里役の富永美杜、藤代渚役の秋田知里、桐原香澄役の宮崎珠子、上月真央役の鷲見友美ジェナ、水沢薫役の馬場なつみ。

#### CD（スクメロ）
| 各種共通  |                                                                                      |           |           |           |       |
| #         | タイトル                                                                             | 作詞      | 作曲      | 編曲      | 時間  |
| 1.        | 「I Wish」(歌：アプリコット・レグルス)                                               | NAGI☆     | NAGI☆     | 伊藤賢    | 4:07  |
| 2.        | 「僕らの星空」(歌：アプリコット・レグルス)                                           | 齋藤優輝  | 齋藤優輝  | 齋藤優輝  | 3:52  |
| 3.        | 「I Wish（Off Vocal）」                                                              |           |           |           | 4:07  |
| 4.        | 「僕らの星空（Off Vocal）」                                                          |           |           |           | 3:53  |
| 5.        | 「私たちアプリコット・レグルスです！（ドラマパート）」(出演・アプリコット・レグルス) |           |           |           | 10:12 |
| 合計時間: | 合計時間:                                                                            | 合計時間: | 合計時間: | 合計時間: | 26:11 |

| DVD・BD共通 |                                |      |            |                        |
| #           | タイトル                       | 作詞 | 作曲・編曲 | 出演者                 |
| 1.          | 「「I Wish」アニメーションPV」 |      |            | アプリコット・レグルス |

| 各種共通  |                                                                        |                     |                |                           |       |
| #         | タイトル                                                               | 作詞                | 作曲           | 編曲                      | 時間  |
| 1.        | 「例えば君の未来が」(歌：篠宮明佳里（富永美杜）、美山椿芽（石原夏織）) | 吉田詩織            | 酒匂謙一       | 大沢圭一                  | 4:33  |
| 2.        | 「オルヴォワール プラネット」(歌：アプリコット・レグルス)              | TAKUYA MEG.ME       | TAKUYA         | TAKUYA                    | 4:11  |
| 3.        | 「Draglight」(歌：アルタイル・トルテ)                                  | エトオヒロノリ      | 日景秀徳       | 日景秀徳                  | 4:32  |
| 4.        | 「Pop and Jump!」(歌：アプリコット・レグルス)                          | 高橋麗子            | 荒川憲一       | 荒川憲一                  | 4:35  |
| 5.        | 「Right on!!」(歌：アプリコット・レグルス)                             | オノダヒロユキ      | 荒川憲一       | 荒川憲一                  | 3:57  |
| 6.        | 「New World」(歌：アプリコット・レグルス)                              | スキャット後藤 りお | スキャット後藤 | 奥山アキラ スキャット後藤 | 3:31  |
| 7.        | 「ユートピア」(歌：アプリコット・レグルス)                             | アサイリョウタ      | アサイリョウタ | アサイリョウタ            | 4:08  |
| 8.        | 「優しい風」(歌：アプリコット・レグルス)                               | 小澤正澄            | 小澤正澄       | 小澤正澄                  | 4:31  |
| 9.        | 「蒼のメモリー」(歌：アプリコット・レグルス)                           | Sana                | 大嶋大輔       | 大嶋大輔 鈴木光人         | 5:16  |
| 10.       | 「サテライト・ラブ」(歌：ココナッツ・ベガ)                             | MC TC               | Taku Inoue     | Taku Inoue                | 5:10  |
| 11.       | 「Southern Cross」(歌：プロキオン・プディング)                         | 春日章宏            | 春日章宏       | 春日章宏                  | 4:23  |
| 12.       | 「ハートビーツ」(歌：ビスケット・シリウス)                             | アサイリョウタ      | アサイリョウタ | アサイリョウタ            | 3:54  |
| 13.       | 「Snow Planet」(歌：アプリコット・レグルス)                            | アサイリョウタ      | 富永美杜       | アサイリョウタ            | 3:53  |
| 合計時間: | 合計時間:                                                              | 合計時間:           | 合計時間:      | 合計時間:                 | 56:34 |

| ボイスドラマ |                               |           |            |                        |       |
| #            | タイトル                      | 作詞      | 作曲・編曲 | 出演者                 | 時間  |
| 1.           | 「レッツ鍋パーティー!」       |           |            | アプリコット・レグルス | 12:08 |
| 2.           | 「湯けむりミステリーツアー?」 |           |            | アルタイル・トルテ     | 14:40 |
| 3.           | 「SNOW! SNOW! SNOW!」         |           |            | プロキオン・プディング | 14:39 |
| 4.           | 「パパラッチは、ミスマッチ」  |           |            | ココナッツ・ベガ       | 12:43 |
| 5.           | 「怖い話がしたい」            |           |            | ビスケット・シリウス   | 15:09 |
| 合計時間:    | 合計時間:                     | 合計時間: | 69:19      |                        |       |

| 各種共通  |                                                                  |                        |                |                |       |
| #         | タイトル                                                         | 作詞                   | 作曲           | 編曲           | 時間  |
| 1.        | 「つながる想い」(歌：アプリコット・レグルス)                     | 青木ケビン             | 青木ケビン     | 青木ケビン     | 3:34  |
| 2.        | 「キラキラ☆」(歌：アルタイル・トルテ)                            | Tohki                  | 山崎良         | 山崎良         | 2:26  |
| 3.        | 「ミラクル ワンダーランド」(歌：アプリコット・レグルス)          | 増田礼子               | 林陽一         | 林陽一         | 4:19  |
| 4.        | 「Mystic Girl」(歌：ココナッツ・ベガ)                            | 月丘りあ子             | 山崎良         | 山崎良         | 3:49  |
| 5.        | 「Daily Miracle」(歌：アプリコット・レグルス)                    | Atari productions inc. | TOMISIRO       | TOMISIRO       | 2:13  |
| 6.        | 「Happy Go Lucky」(歌：アプリコット・レグルス)                   | 屋敷隆一 吉田詩織      | 屋敷隆一       | 大沢圭一       | 4:32  |
| 7.        | 「Believe In Yourself」(歌：プロキオン・プディング)              | スキャット後藤         | スキャット後藤 | スキャット後藤 | 1:56  |
| 8.        | 「ミチ☆ミチル」(歌：アプリコット・レグルス)                      | SUIMI                  | Tak Miyazawa   | Tak Miyazawa   | 3:52  |
| 9.        | 「無敵のメロディ」(歌：アルタイル・トルテ)                       | 吉田詩織               | 酒匂謙一       | 久下真音       | 4:28  |
| 10.       | 「Moment（ボーナストラック）」(歌：アプリコット・レグルス)       | 春日章宏               | 春日章宏       | 春日章宏       | 3:43  |
| 11.       | 「Lapis Lazuli（ボーナストラック）」(歌：アプリコット・レグルス) | 春日章宏               | 春日章宏       | 春日章宏       | 4:24  |
| 12.       | 「旅の途中（ボーナストラック）」(歌：アプリコット・レグルス)     | 吉田詩織               | 酒匂謙一       | 久下真音       | 4:33  |
| 合計時間: | 合計時間:                                                        | 合計時間:              | 合計時間:      | 合計時間:      | 43:49 |

| 各種共通  | |                           |                          |                          |       |
| #         | タイトル | 作詞                      | 作曲                     | 編曲                     | 時間  |
| 1.        | 「ミライクル!!Miracle☆」(歌：上月真央（鷲見友美ジェナ）、菜森まな（小倉唯）)                                                                 | 松坂康司                  | 松坂康司                 | 松坂康司                 | 3:42  |
| 2.        | 「晴空キラリ」(歌：水沢薫（馬場なつみ）、棗いつみ（内山夕実）)                                                                               | 吉田詩織                  | 酒匂謙一                 | 久下真音                 | 4:21  |
| 3.        | 「Horizon」(歌：藤代渚（秋田知里）、雪代マリ（田野アサミ）)                                                                                  | 春日章宏                  | 春日章宏                 | 春日章宏                 | 4:28  |
| 4.        | 「Denshin!」(歌：澄原サトカ（日高里菜）、高嶺アコ（もものはるな）)                                                                           | 中村瑛彦                  | 中村瑛彦                 | 中村瑛彦                 | 4:47  |
| 5.        | 「Make A Wish」(歌：桐原香澄（宮崎珠子）、不知火ハヅキ（冨岡美沙子）)                                                                        | SUIMI                     | Justin Moretz 江上浩太郎 | Justin Moretz 江上浩太郎 | 4:22  |
| 6.        | 「Touch The Stars」(歌：李野田真乃（Lynn）、桃川紗々（野中藍）)                                                                              | Big Brother（Kurt Jung）  | Big Brother（Kurt Jung） | Big Brother（Kurt Jung） | 3:37  |
| 7.        | 「I'll never cry」(歌：夜木沼伊織（沢城みゆき）、杏橋天音（伊瀬茉莉也）)                                                                     | 吉田詩織                  | 酒匂謙一                 | 久下真音                 | 4:28  |
| 8.        | 「Break Out of My Shell」(歌：栗本遥（村川梨衣）、居吹イミナ（小林ゆう）)                                                                    | Jimanica Kenichi Sakamuro | Kenichi Sakamuro         | Jimanica                 | 4:02  |
| 9.        | 「舞いコレ」(歌：沙島悠水（花澤香菜）、東雲リョウコ（山本希望）)                                                                             | miyakei                   | youwhich                 | youwhich                 | 3:39  |
| 10.       | 「Sweet Switch」(歌：灰島華賀利（釘宮理恵）、降神小織（照井春佳）)                                                                           | miyakei                   | 大智 原田峻輔            | 春日章宏                 | 3:40  |
| 11.       | 「キミ、ボク、恋してる!」(歌：上月真央（鷲見友美ジェナ）、降神陽奈（朝井彩加）)                                                              | 齋藤優輝                  | 齋藤優輝                 | 齋藤優輝                 | 3:30  |
| 12.       | 「もしもの私」(歌：篠宮明佳里（富永美杜）、美山椿芽（石原夏織）、杏橋天音（伊瀬茉莉也）、不知火ハヅキ（冨岡美沙子）、緋ノ宮二穂（木戸衣吹）) | Atari productions inc.    | 鈴木光人                 | 鈴木光人                 | 3:20  |
| 合計時間: | 合計時間: | 合計時間:                 | 合計時間:                | 合計時間:                | 47:56 |

| DVD・BD共通 |                                                             |      |            |                        |
| #           | タイトル                                                    | 作詞 | 作曲・編曲 | 出演者                 |
| 1.          | 「Apricot Regulus LIVE at MAIHAMA Amphitheater 2018.01.13」 |      |            | アプリコット・レグルス |